# Bresle
Vous lisez un « article de qualité » labellisé en 2007.
Pour les articles homonymes, voir Bresle (homonymie).
La Bresle [bʁɛl] est un fleuve côtier du Nord-Ouest de la France se jetant dans la Manche au Tréport sur la Côte d’Albâtre, au terme d’un cours, long de 68 à 72 km selon les sources, qui lui fait traverser les départements de l’Oise, de la Somme et de la Seine-Maritime. Longtemps, elle servit de frontière naturelle entre des entités politiques puissantes et antagonistes. Ce rôle stratégique, la présence de puissants comtes ou comtesses d’Eu (les femmes jouèrent un grand rôle dans l’histoire de la vallée), des membres de la Maison d’Orléans, ont contribué à léguer un riche patrimoine, tout particulièrement dans la partie aval du  fleuve.
Aujourd’hui, sa vallée verdoyante, moitié normande, moitié picarde, piquetée d’étangs, conserve une tradition verrière, remontant au Moyen Âge, qui en fait le premier pôle mondial du flaconnage de luxe. La présence de nombreuses entreprises implantées dans les petites villes ou villages qui s’égrènent le long de ses rives n’a pas compromis un environnement riche d’espèces animales et végétales. Les eaux poissonneuses de la Bresle, classée cours d’eau de première catégorie dans son intégralité, voient remonter saumons atlantiques et truites de mer en grand nombre.

## Hydronymie
C’est seulement au XVIIe siècle que le fleuve est mentionné sous sa forme actuelle de Bresle.
Dans sa Géographie, Ptolémée le note Phroudis. Avant le XIIIe siècle, il est attesté avec différentes graphies, sous diverses formes : Auvae (ou Awae) fluvium IXe siècle (Vie de saint Valery), Aucia fluvium (mention isolée), puis Auga au Xe siècle (Flodoard, Richer), Ou en 1040-1060 et enfin Eu, qui est devenu le nom de la ville d’Eu. Cet hydronyme s’explique vraisemblablement par un terme francique issu du germanique commun *aʒw- > *aw-, que l’on retrouve par exemple dans le mot *aʒwjō > *aujō « île ; prairie humide » (souvent latinisé en augia cf. Oye-plage). Il procède de l’évolution de la racine indo-européenne *akwā- en germanique commun, où elle est à l’origine du radical, ce qui explique la relation entre le latin aqua « eau » et l'allemand Au « prairie humide » (vieux haut allemand ow(i)a). L’ancien nom de la rivière (Eu, forme plutôt picarde ; Ou, forme plutôt normande) a donné son nom à la ville éponyme, selon un processus bien connu par ailleurs (cf. Dieppe, Fécamp, Veules-les-Roses).
Par la suite, la rivière d’Ou ou d’Eu est mentionnée pour la première fois sous la forme latinisée Brisella au XVIIe siècle. L’origine de ce dernier nom demeure inconnue, aucune des hypothèses avancées n’étant satisfaisante. Il est à noter qu'une cité gallo-romaine a existé sur le site de Bois-L'Abbé près d'Eu dont le nom était Briga. Un lien connu entre le nom de la cité gallo-romaine et Brisera / Bresle fait cependant défaut.

## Géographie

Carte du bassin versant.

### Cours et hydrogéologie
La Bresle prend sa source à Abancourt, commune de l’Oise, dans le bois à Saules, à environ 180 mètres d’altitude,. La position de la source varie toutefois en fonction du niveau de la nappe qui l’alimente ; lorsque le niveau est au plus haut, elle est localisée plus en amont sur le territoire de Blargies, lorsqu’il est au contraire au plus bas, elle se situe au hameau de Hadancourt appartenant à la commune de Criquiers,.
Le cours de la Bresle peut être divisé en trois parties distinctes. Entre la source et Senarpont, le fleuve s’écoule selon une direction nord-est à travers le plateau de Formerie, recevant dans un premier temps l’apport de quelques petits tributaires (le ru d’Haudricourt et le Ménillet) avant Aumale où il revêt encore l'aspect d’un ruisseau à la pente forte de 5,5 ‰. À compter de cette ville jusqu’à la confluence, à Senarpont, avec le Liger, son principal affluent, la Bresle voit sa pente se réduire à 2,65 ‰, son débit augmenter (3,8 m3 s−1 à Sénarpont juste après reçu l'apport de son tributaire). Entre Sénarpont et Eu, le cours d'eau prend la direction sud-est - nord-ouest, caractéristique des fleuves côtiers de Seine-Maritime et de la Somme, sa pente se stabilise aux environs de 1,65 ‰. Sa vallée, encaissée dans la craie, à fond plat, est, en aval, parsemée d’étangs et de marais ; elle présente un profil dissymétrique avec des pentes relativement douces en rive gauche (versant normand), des talus plus abrupts côté nord en rive droite sur le versant picard. Après avoir reçu les eaux de la Vimeuse à Gamaches, le fleuve atteint une largeur moyenne de dix mètres avant de se ramifier en de nombreux bras (la Teinturerie et la Busine à Eu) et qu’une partie de son cours ne soit canalisé entre Eu et Le Tréport. Entre ces deux dernières villes, la Bresle coule dans une large vallée herbeuse, large d’un kilomètre, encadrée de versants raides de 100 mètres de dénivellation, boisés et entaillés par des vallons secs. Cette vallée porte les traces de l’ancien cours du fleuve qui se jetait à Mers-les-Bains jusqu’au Moyen Âge (son ancien estuaire forme aujourd’hui la « Prairie » sur laquelle est édifiée une majeure partie de cette petite ville du département de la Somme). Au XIIe siècle, le détournement des eaux de la Bresle, qui procède plus de la rectification du cours du fleuve que du creusement d’un canal, amena son embouchure au Tréport.
Formée au Quaternaire, voici moins de deux millions d'années, la vallée de la Bresle appartient à la partie septentrionale du Bassin parisien constituée de craie du Crétacé supérieur. La porosité de cette dernière lui permet d’emmagasiner une quantité considérable d’eau et représente ainsi un aquifère de première importance qui joue un rôle primordial dans l’alimentation constante des cours d’eau garantissant des débits d’étiage élevés, même en période de sécheresse. La profondeur de la nappe suit globalement la topographie : elle peut atteindre 80 mètres à plus de 100 mètres sous les plateaux et diminue progressivement en fond de vallée. La Bresle draine sur la rive normande (gauche) des craies argileuses du Cénomanien et du Turonien et sur la rive picarde (droite) des craies à silex du Coniacien. Les flancs de la vallée, recouverts de nombreux espaces boisés, sont constitués de limons, enrichis en sables et graviers en bas des pentes. Le fond de la vallée est surtout occupé par des alluvions quaternaires, en général argileuses, brunes, jaunes ou souvent grisâtres en raison de la présence de matières organiques d’origine végétale. Ces alluvions sont couvertes de prairies et de peupleraies.

### Départements et communes traversés
Dans les trois départements de l’Oise, de la Seine-Maritime et de la Somme, la Bresle traverse trente-trois communes et six cantons,, de l'amont vers l'aval : Blargies, Abancourt, Criquiers, Lannoy-Cuillère, Saint-Valery, Haudricourt, Quincampoix-Fleuzy, Aumale, Gauville, Lafresguimont-Saint-Martin, Ellecourt, Saint-Germain-sur-Bresle, Vieux-Rouen-sur-Bresle, Neuville-Coppegueule, Saint-Léger-sur-Bresle, Hodeng-au-Bosc, Senarpont, Nesle-Normandeuse, Nesle-l'Hôpital, Neslette, Blangy-sur-Bresle, Bouttencourt, Monchaux-Soreng, Gamaches, Longroy, Incheville, Beauchamps, Bouvaincourt-sur-Bresle, Ponts-et-Marais, Oust-Marest, Eu, Mers-les-Bains et Le Tréport.
Soit en termes de cantons, la Bresle prend sa source dans le canton de Grandvilliers, traverse les canton de Gournay-en-Bray, canton de Poix-de-Picardie, canton de Gamaches, canton de Friville- Escarbotin et conflue dans le canton d'Eu.

### Toponymie
La Bresle a donné son hydronyme aux communes de Blangy-sur-Bresle, Bouvaincourt-sur-Bresle, Saint-Germain-sur-Bresle, Saint-Léger-sur-Bresle, Vieux-Rouen-sur-Bresle.

### Bassin versant

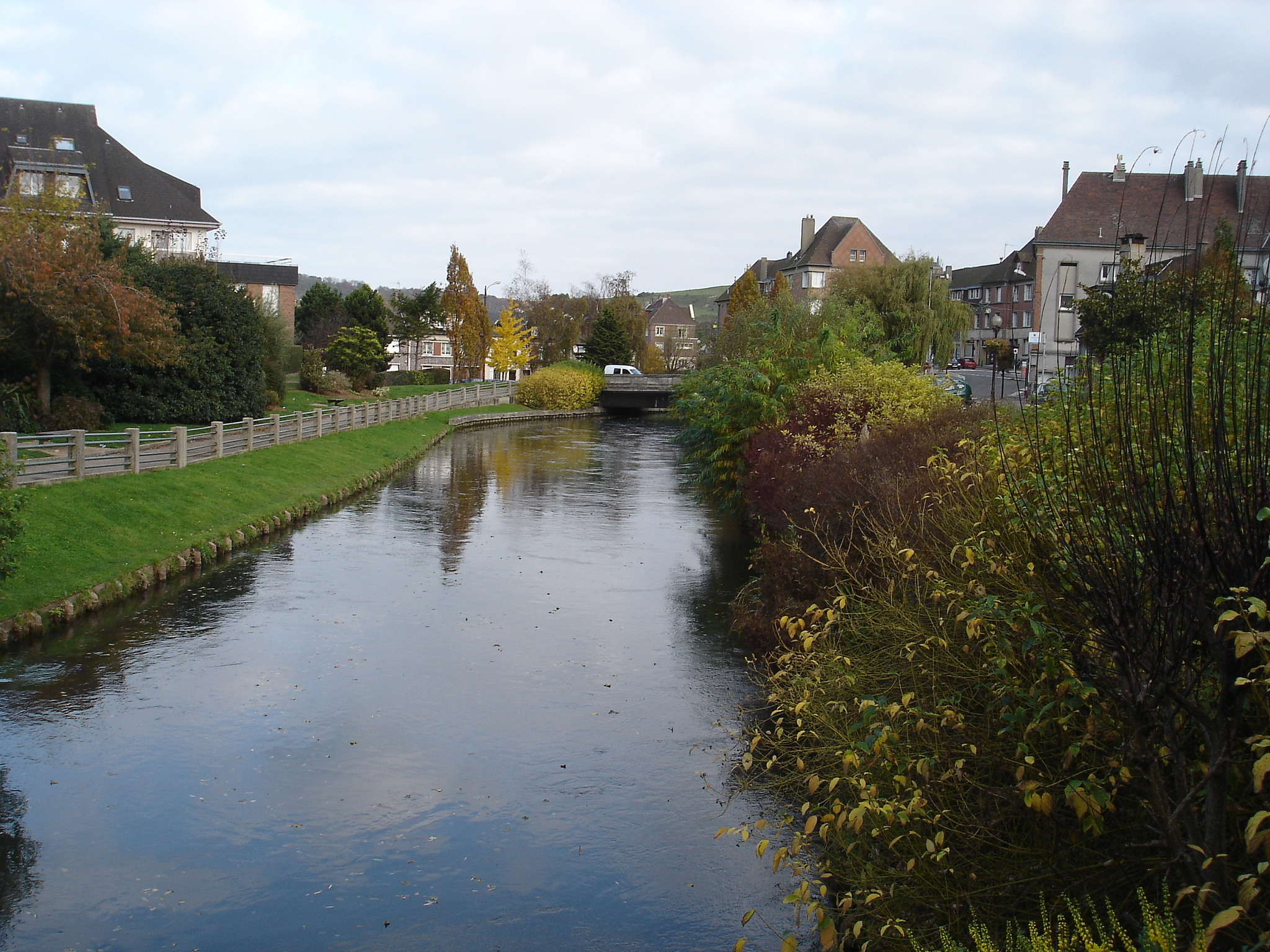
La Bresle au centre d'Eu (vue vers l'amont).

La Bresle traverse sept zones hydrographiques G010, G011, G012, G013, G014, G015, G017 et la Vimeuse traverse la zone hydrographique G016.
Le bassin versant de la Bresle occupe une superficie de 748 km2, répartie sur trois départements : l’Oise pour 75 km2 dans sa haute vallée, la Somme pour 355 km2 et la Seine-Maritime pour 318 km2. L’ensemble de son bassin recouvre totalement ou partiellement le territoire de 115 communes regroupant 65 000 habitants, soit une densité moyenne de 83 hab./km2 (largement supérieure à celle du bassin de l’Authie - 57 hab./km2 - qu’on peut lui comparer). La population est concentrée dans le cours aval du fleuve entre Blangy-sur-Bresle et l’embouchure qui rassemble les agglomérations les plus peuplées de la vallée ; en amont, les densités s’avèrent nettement plus faibles.
Les cours d'eau voisins sont la Somme au nord et au nord-est, les Évoissons à l'est, le Thérain au sud-est, la Yerres, puis l'Arques et l'Eaulne au sud, la Yerres au sud-ouest, la Manche à ouest et au nord-ouest.

### Organisme gestionnaire

Le Liger, l'affluent principal de la Bresle, à Saint-Aubin-Rivière.

L’« Institution interdépartementale Oise, Seine-Maritime et Somme, pour la gestion et la valorisation de la Bresle », dont le siège est sis à Aumale, est chargée de coordonner actions et projets concernant le fleuve côtier. Par arrêté du 19 avril 2007, elle est devenue un établissement public territorial de bassin (EPTB), organisme reconnu officiellement dans le domaine de la gestion de la ressource « eau » sur le bassin versant et a pour mission principale l’établissement d’un schéma d’aménagement et de gestion des eaux (SAGE). L'EPTB a signé un contrat d’objectifs de gestion de l’eau (COGE), le 20 mai 2008, qui fixe son programme d'actions à finalité environnementale (protection des eaux contre toutes les formes de pollution) et lui permet de bénéficier de subventions du conseil général.Le 18 Aout 2016, le SAGE est approuvé et s'applique à l'ensemble du bassin de la Bresle. Au premier janvier 2020, à la suite du retrait des conseils départementaux, l'EPTB trouve une nouvelle forme juridique et devient Syndicat Mixte d'Aménagement, de gestion et de valorisation du bassin de la Bresle (SMAB).

## Affluents
La Bresle a huit affluents et huit bras référencés. Ses principaux affluents, cours d’eau de faible importance, sont (de l’amont vers l’aval), :
- le ruisseau d'Haudricourt (rg[notes 4]), 7,8 kilomètres à Haudricourt (bassin versant de 49,2 km2) ;
- le Ménillet (rd), 6 kilomètres à Aumale (bassin versant de 35,6 km2) ;
- la Méline (rg), 10,1 kilomètres à Vieux-Rouen-sur-Bresle (bassin versant de 52 km2) avec deux affluents et de rang de Strahler deux ;
- le ru de Bouafles (rg), 1 kilomètre à Vieux-Rouen-sur-Bresle (bassin versant de 16,6 km2) ;
- le Liger (rd), 13,8 kilomètres à Senarpont (bassin versant de 121,7 km2) ;
- la Fontaine Saint-Pierre, 3,5 kilomètres à Nesle-Normandeuse en rive gauche (bassin versant de 26,3 km2) ;
- la Rieuse (rg), 2 kilomètres à Monchaux-Soreng (bassin versant de 10,5 km2) ;
- la Vimeuse (rd), 15,6 kilomètres à Gamaches (bassin versant de 94,5 km2) ;
- la fontaine d'Arcy, 1,9 kilomètre.

### Rang de Strahler
Donc le rang de Strahler de la Bresle est donc de trois par la Méline.

### Galerie

Au fil de la Bresle et de ses affluents
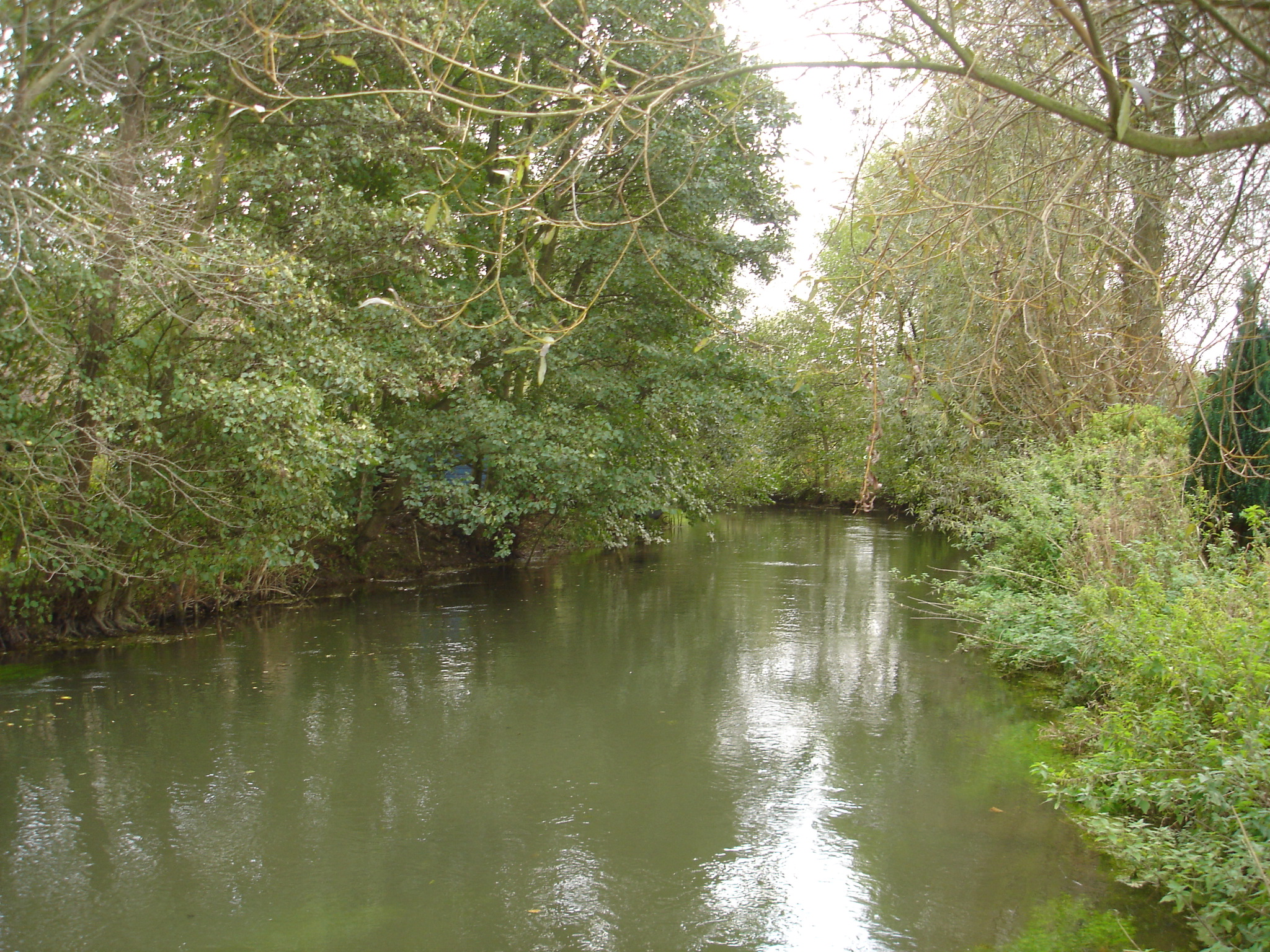
La Bresle à Ponts-et-Marais.
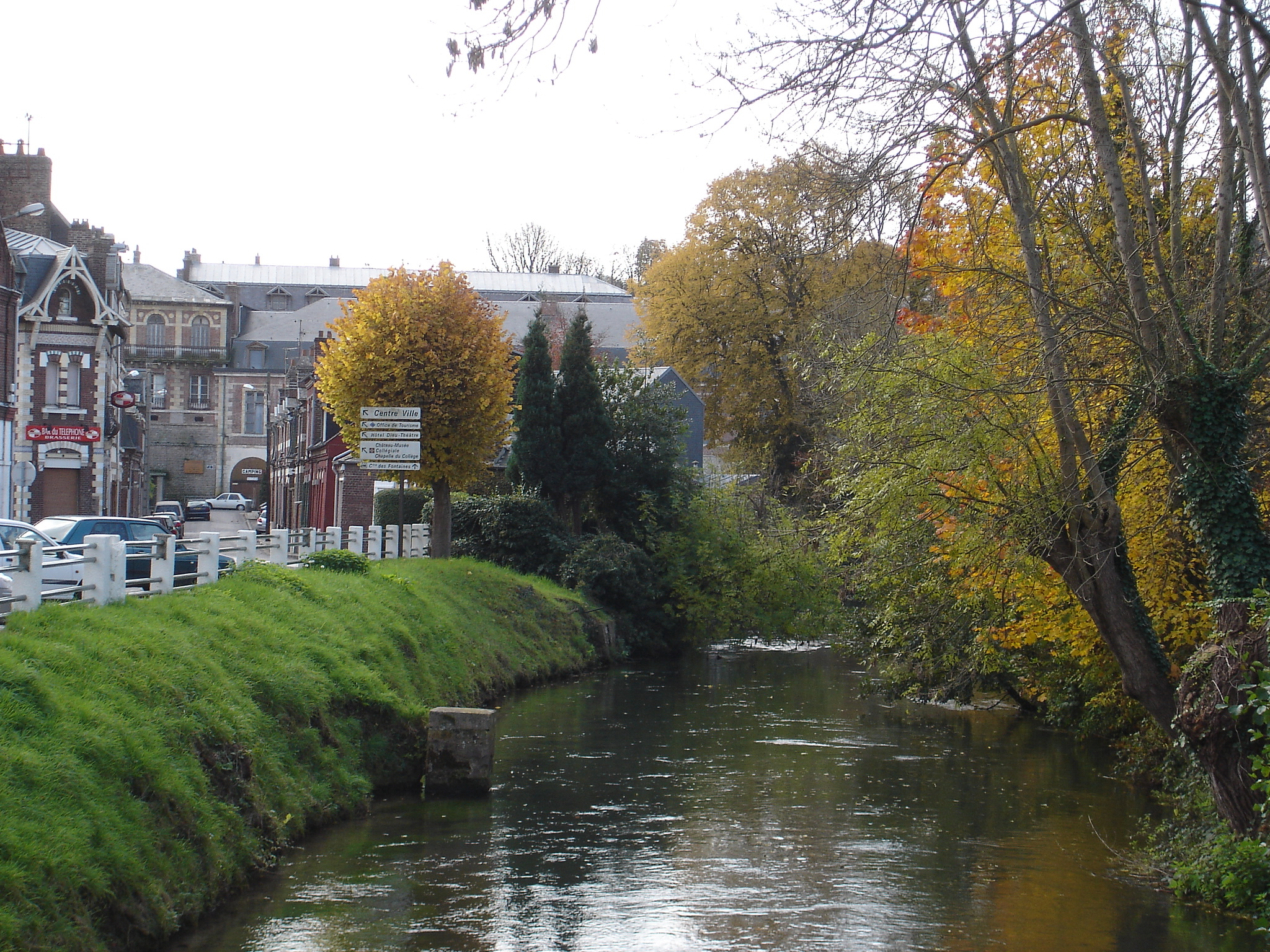
La Bresle au centre d'Eu (vue vers l'aval).
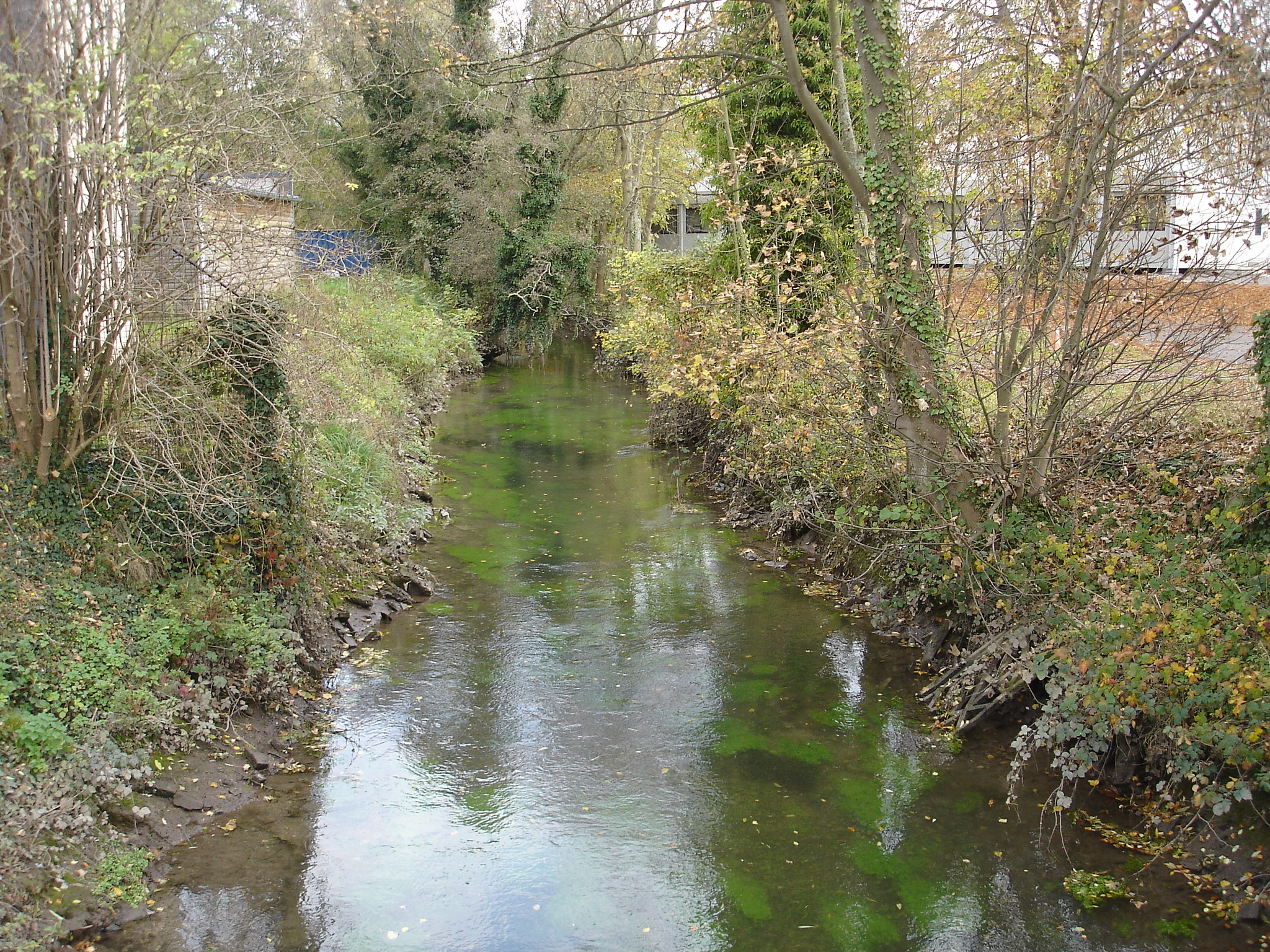
Un des bras de la Bresle, la Busine, à Eu, près de l'ancien port.
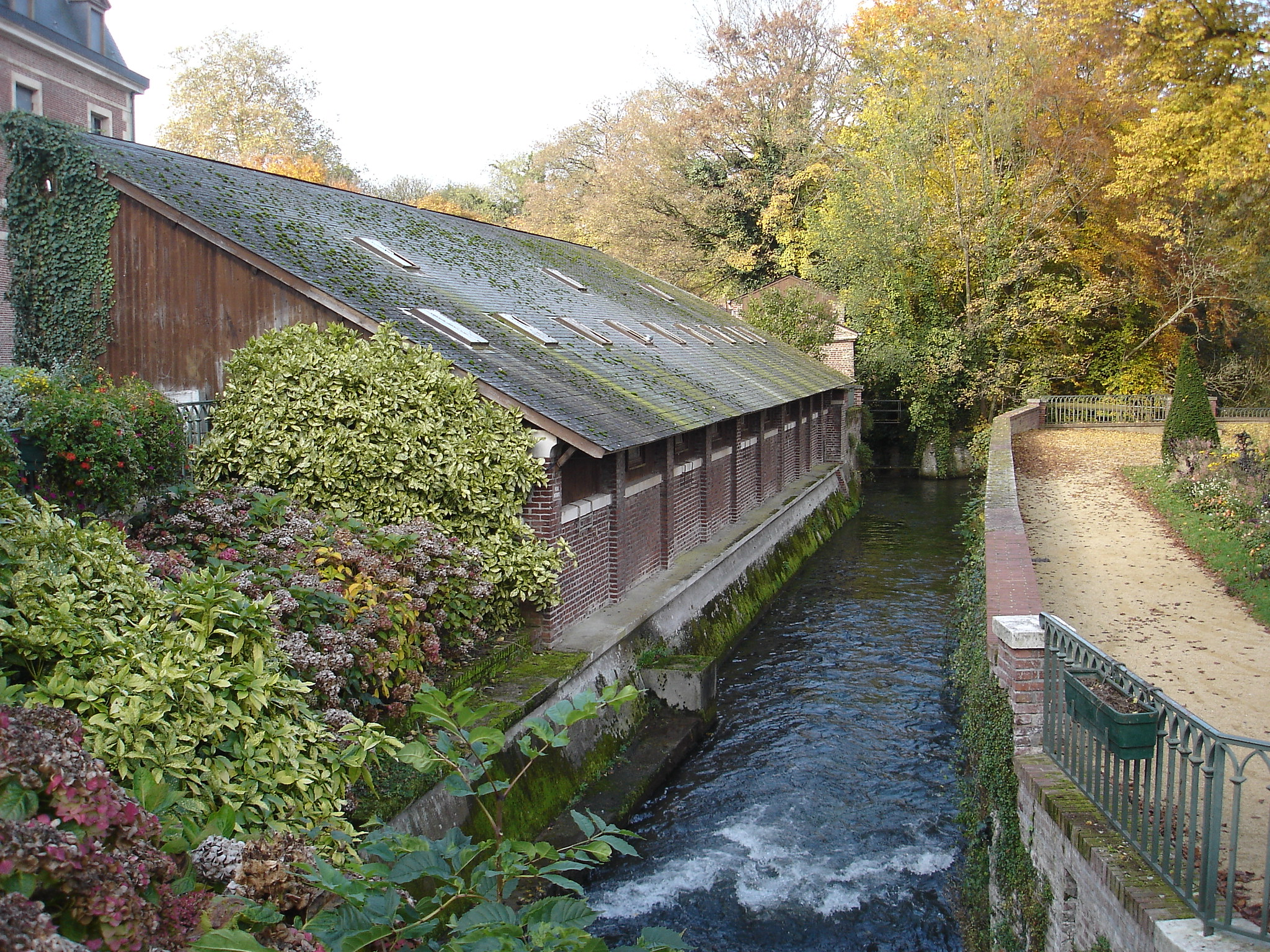
Un autre bras de la Bresle, la Teinturerie, à Eu, au pied du château.
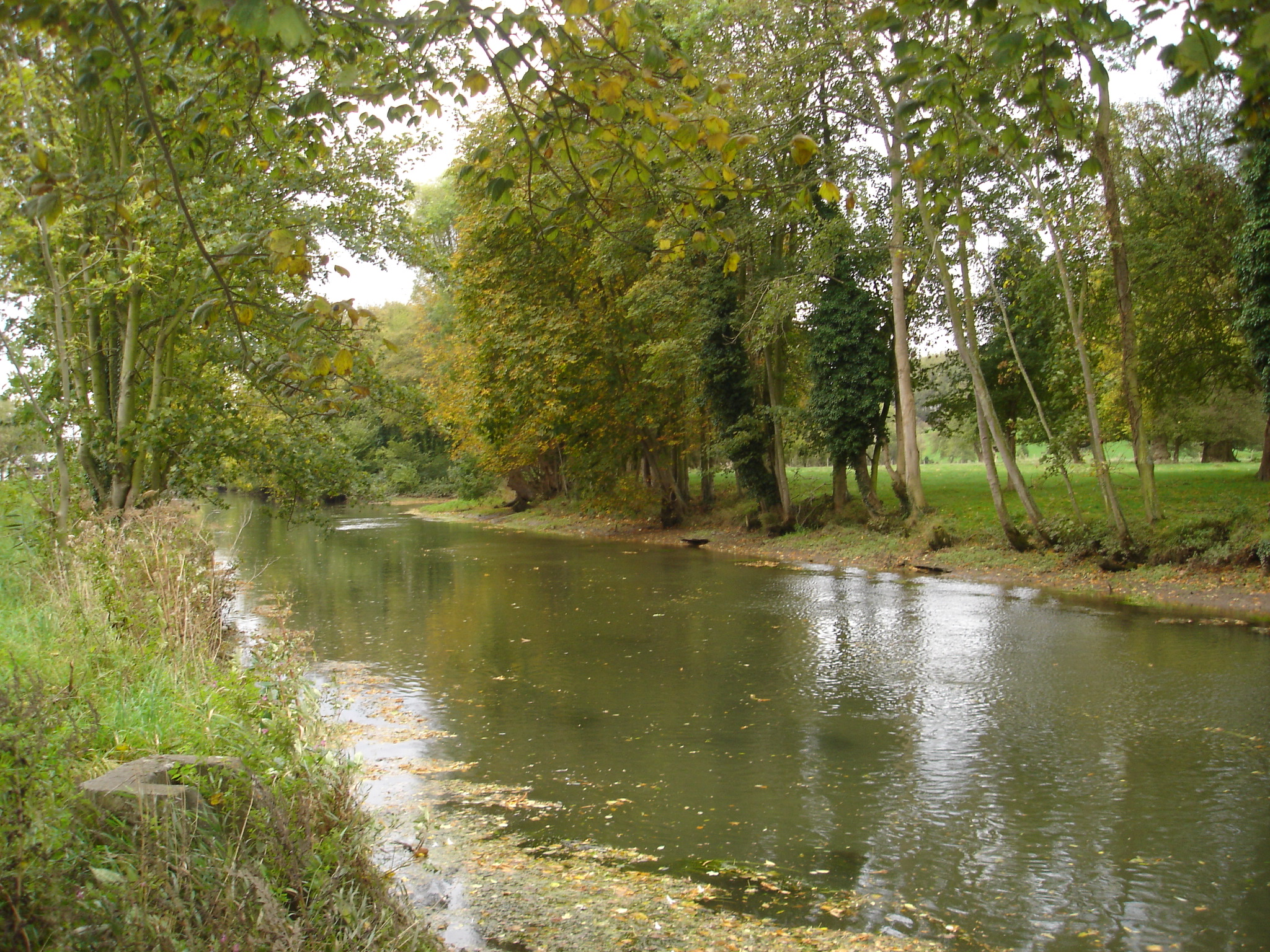
La Bresle canalisée entre Eu et Le Tréport.
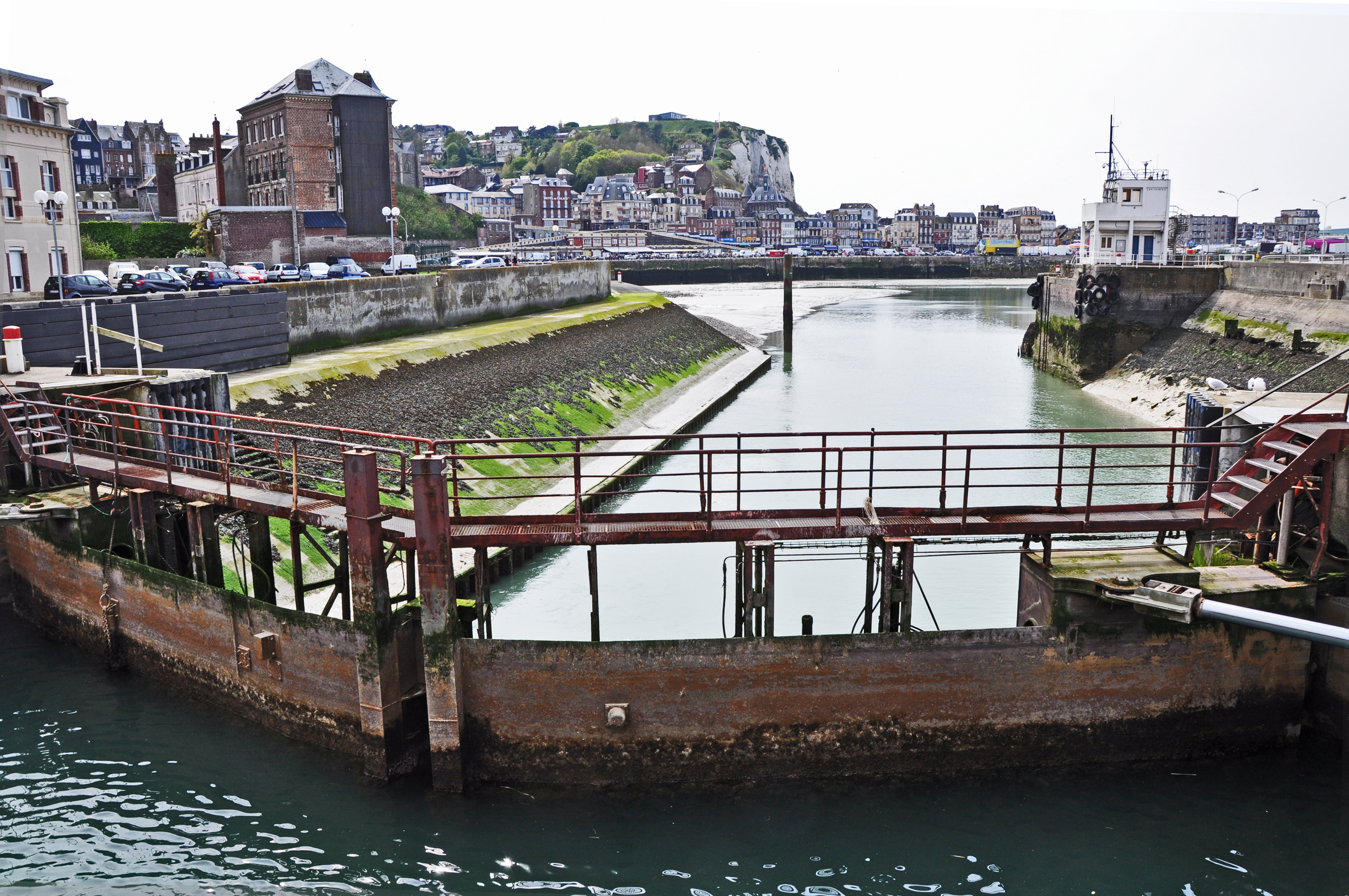
Écluse sur la Bresle au Tréport.
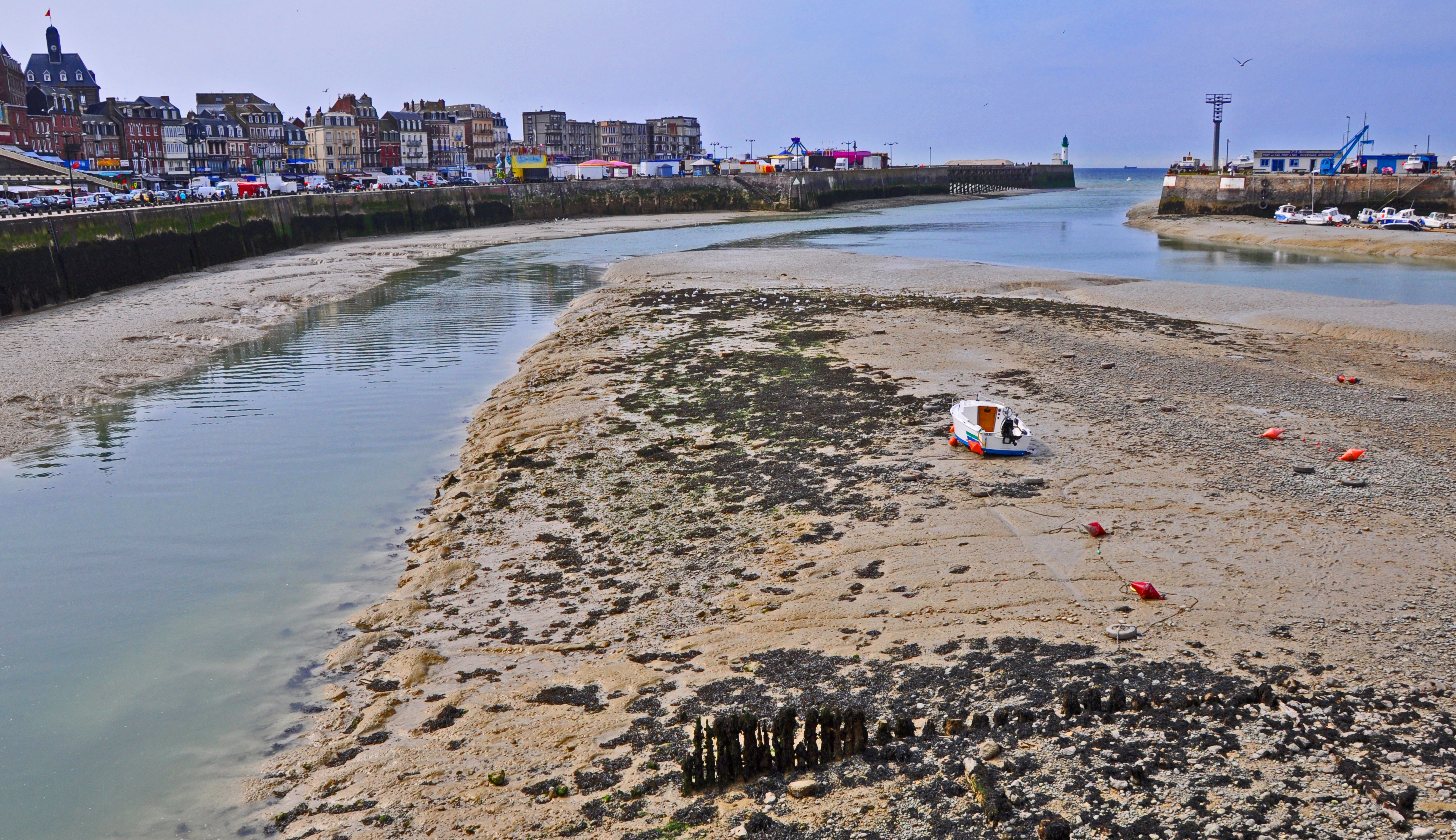
L'embouchure au Tréport.
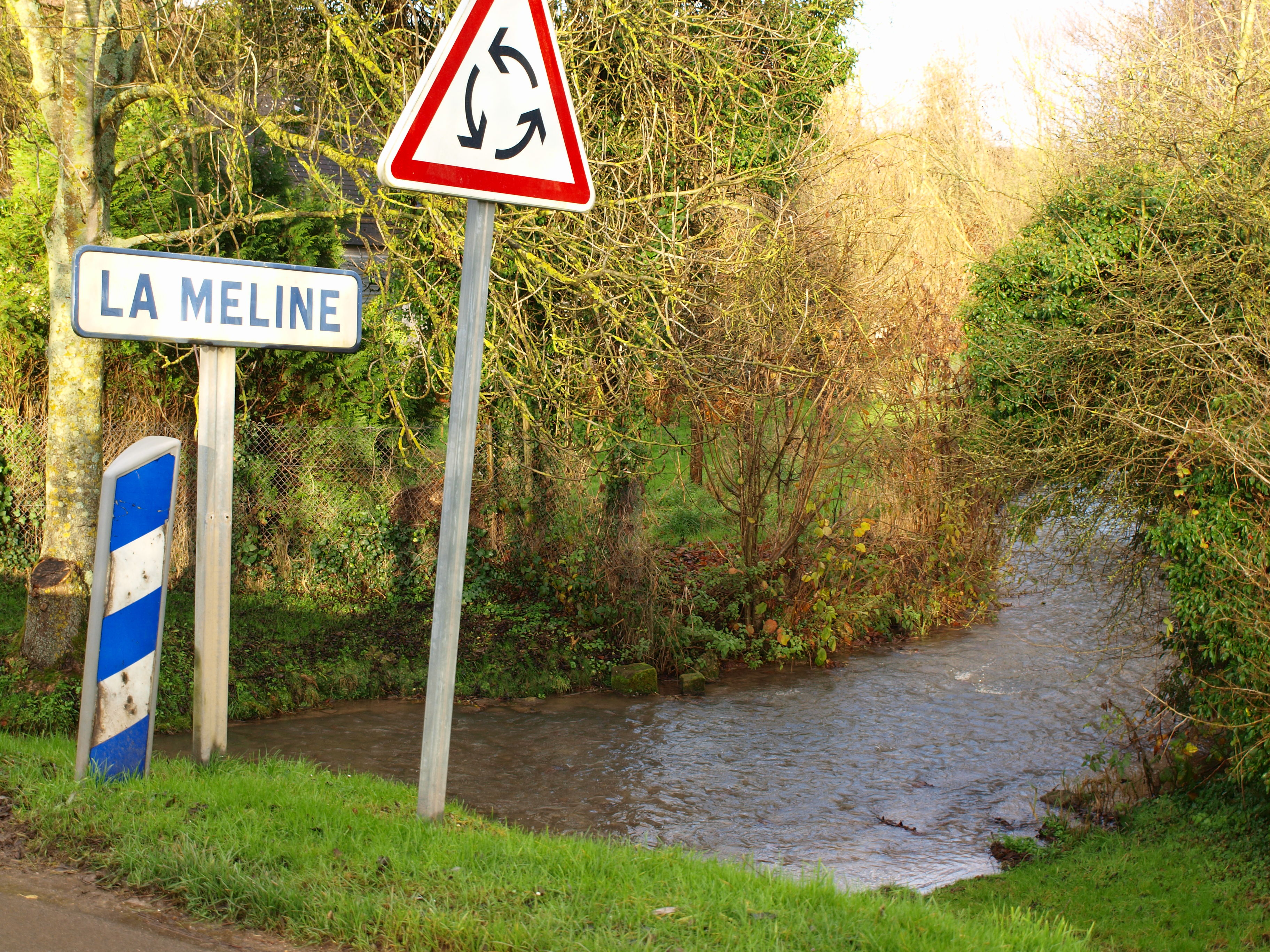
La Méline à Ellecourt.
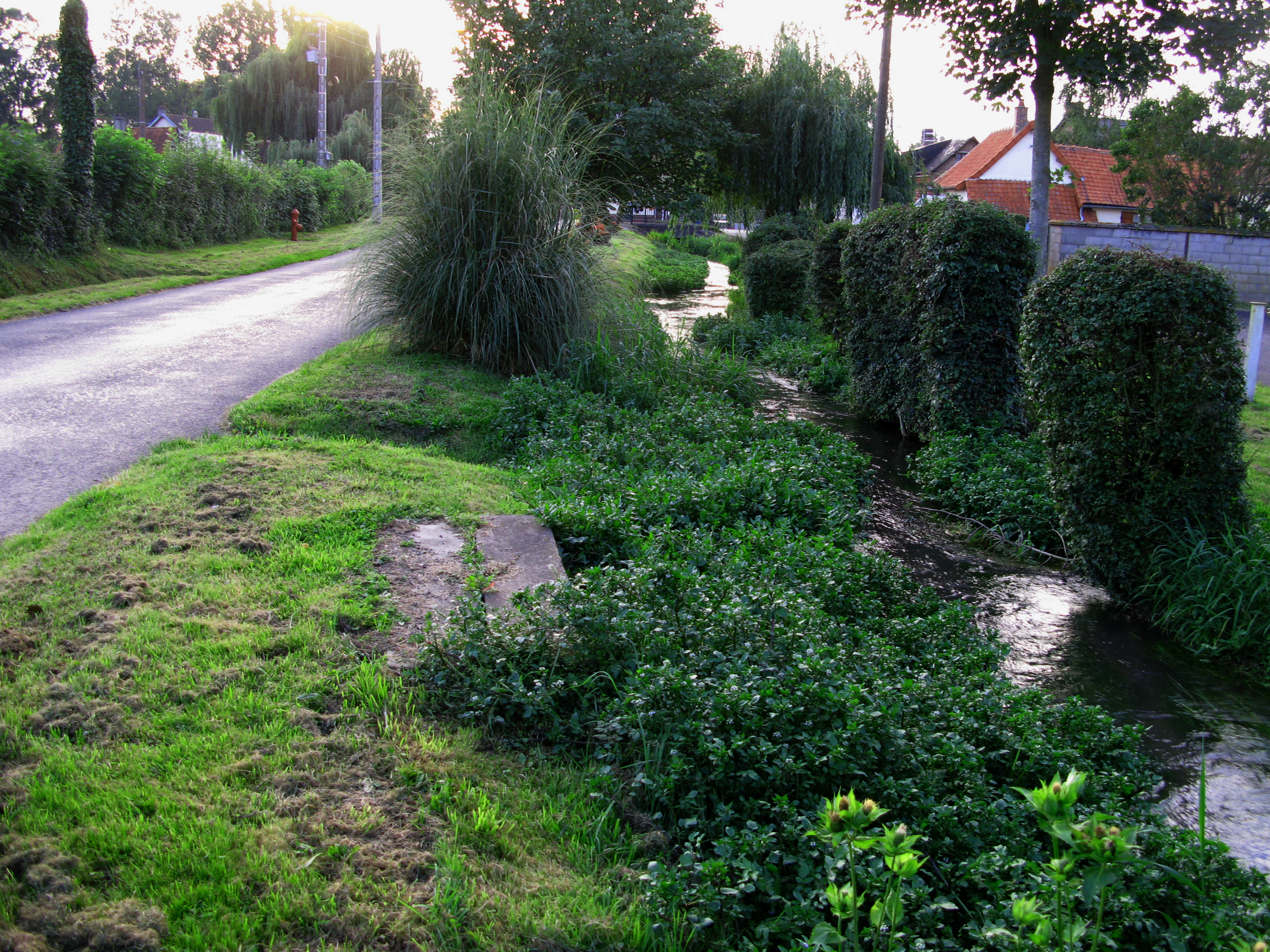
La Vimeuse à Maisnières.

## Hydrologie

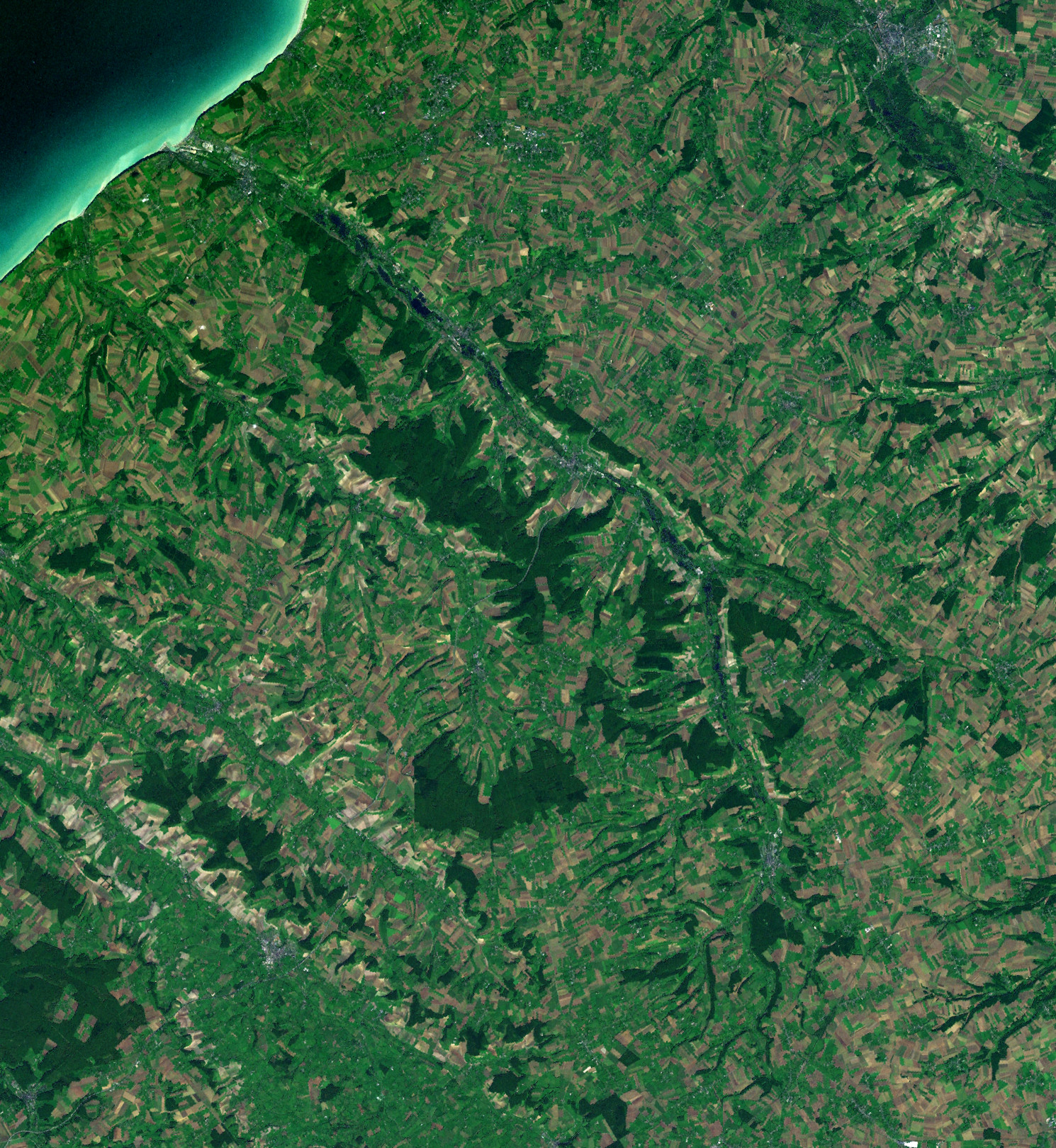
Image satellite de la vallée de la Bresle.

Débits mensuels de la Bresle sous la forme d’un histogramme.

Le débit de la Bresle, dans le cadre d’un régime typiquement pluvial océanique, ne dépasse pas 8 m3/s à l’embouchure, (7,5 m3/s à Ponts-et-Marais). L’ensemble du bassin versant est affecté par un climat océanique, il reçoit entre 850 et 950 millimètres/an de précipitations annuelles avec un gradient positif des pluies du littoral vers la partie amont (850 millimètres/an à la station météorologique d’Eu et 950 millimètres/an à celle de Formerie). Les températures annuelles moyennes oscillent entre 10 °C et 11 °C avec cette fois un gradient négatif de la zone côtière vers l’intérieur des terres (11,1 °C à Eu, 9,8 °C à Formerie).
À Ponts-et-Marais, à guère plus de cinq kilomètres de son embouchure, le débit de la Bresle, observé sur près de 10 années (de 1999 à 2007), atteint en moyenne 7,45 m3/s pour un bassin versant de 693 km2 (soit près de 93 % de sa superficie totale). Les mesures ainsi effectuées incluent des années à déficit pluviométrique parfois important à partir de 2003 et minimisent le véritable débit qui s’établit à environ 8 m3/s sur la longue durée, ainsi que l’atteste le chiffre de 8,02 m3/s donné par l’AREHN (Association régionale de l’environnement de Haute-Normandie). Le fleuve présente des variations limitées du module, la période des hautes eaux peut être enregistrée durant la période hivernale et au début du printemps avec une moyenne mensuelle comprise entre 8,59 m3/s et 8,99 m3/s atteint en mars, les basses eaux interviennent à la fin de l’été et au début de l’automne avec des débits compris entre 5,85 m3/s et 6,05 m3/s d’août à octobre (le mois de septembre voyant le plus bas module de l’année). Les périodes d’étiage, tout comme les crues sont limitées. Le débit instantané maximal enregistré à la station de Ponts-et-Marais date du 10 avril 2001 et a atteint 17,7 m3/s (soit seulement 2,4 fois le débit moyen). Cette modération rend les débordements du fleuve rares, tout au plus la Bresle sort de son lit mineur et ses eaux envahissent les prairies de fond de vallée sans causer d’importants dégâts.
Si l’on établit une comparaison entre le débit et le bassin versant, la Bresle présente un module relativement abondant ainsi que l’atteste une lame d’eau de 310 mm/an (environ dans la moyenne nationale qui est de 300 millimètres/an, mais bien supérieure à celle du bassin de la Seine de l’ordre de 225 millimètres/an) et un débit spécifique (ou Qsp) de 9,8 litres par seconde et par kilomètre carré de bassin (9,5 l/s et /km2 pour l’ensemble des cours d’eau français, 7,1 l/s et /km2 dans le cas du bassin de la Seine).

## Histoire

### Un fleuve frontière

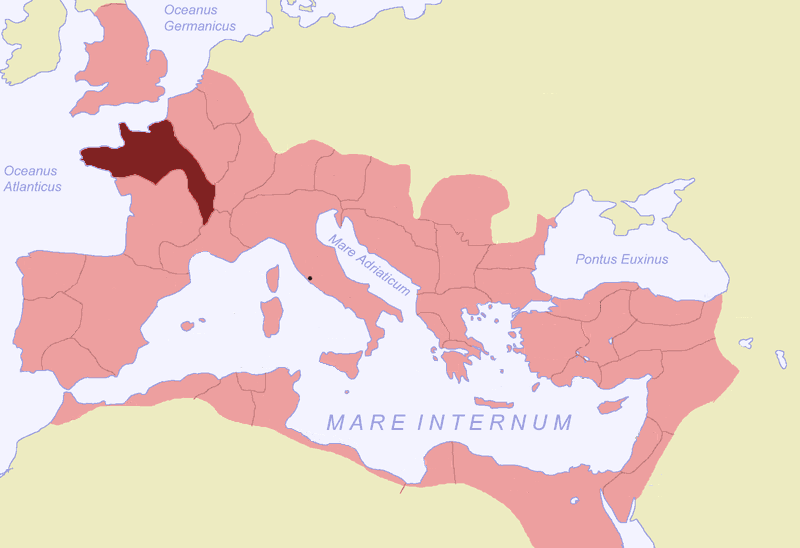
Cette carte de l’Empire romain à la fin du règne de Trajan, en 116 apr. J.-C., montre la limite entre la Gaule Belgique et la Gaule Lyonnaise établie sur la Bresle.

Depuis longtemps, le cours de la Bresle (surtout dans sa partie inférieure) a joué un rôle de frontière naturelle. Il séparait ainsi les provinces romaines de Belgique et de Lyonnaise durant l’Empire romain, le Talou et le Vimeu durant la période mérovingienne, le comté de Ponthieu et le duché de Normandie à partir du XIe siècle, les généralités et intendances de Rouen et d’Amiens sous l’Ancien Régime. Depuis la Révolution, le fleuve délimite les départements de la Somme et de la Seine-Maritime, autrefois Seine-Inférieure, et ainsi, depuis les années 1950, les régions Hauts-de-France et Normandie.
Cette fonction de frontière s’illustre dans un épisode légendaire de la Vie de saint Germain de Grande-Bretagne, qui est plus connu sous le nom de saint Germain l’Écossais. Alors que l’Empire romain d'Occident avait disparu depuis peu d’années, Germain, venu du Cotentin, s’installa vers l’an 480 sur les bords de la Bresle entre Blangy-sur-Bresle et Aumale, désireux de convertir de nouvelles âmes. Le fleuve séparait encore les anciennes provinces de Belgique et de Lyonnaise. Le territoire de cette dernière était, à cet endroit du cours, le domaine du franc Chuchobald, connu sous le nom du tyran Hubaud. Celui-ci menaça saint Germain de mort s’il osait s’aventurer sur ses terres. Faisant fi des paroles du chef barbare, l’homme d’Église franchit la Bresle et pénétra en territoire hostile. Un guerrier d’Hubaud le reconnaissant lui trancha la gorge, de laquelle, selon une légende populaire, une blanche colombe sortit. Les habitants de la région récupérèrent le corps, l’ensevelirent, et un important pèlerinage se développa en ces lieux (le sarcophage ayant contenu les restes de saint Germain se trouve dans l’église de Saint-Germain-sur-Bresle).
Même si la Bresle marque une frontière entre des unités administratives à diverses périodes de l’histoire, il n’en va de même d’un point de vue linguistique. En effet, l’étroit territoire compris entre sa vallée et celle de l’Yères, située plus à l’ouest, constitua jusque dans les années 1950 une aire linguistique originale caractérisée par l’usage généralisé d’un dialecte franchement picard en terre normande. Des spécialistes, tel Robert Loriot, ont pu ainsi employer le terme de butte-témoin dialectale.

### Le patrimoine de la vallée, héritage d’une longue occupation humaine

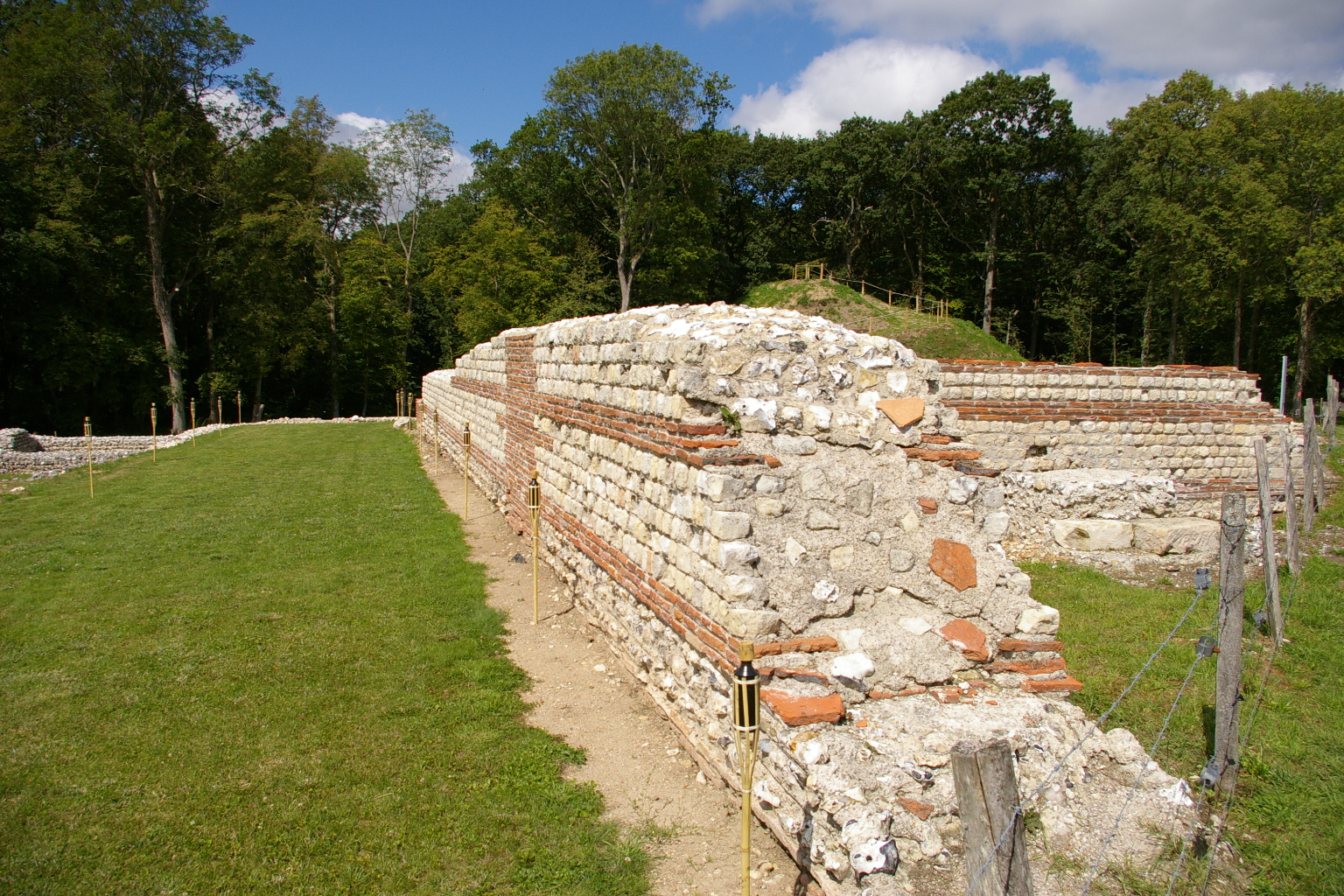
Les murs du grand temple de l’ancienne Briga.

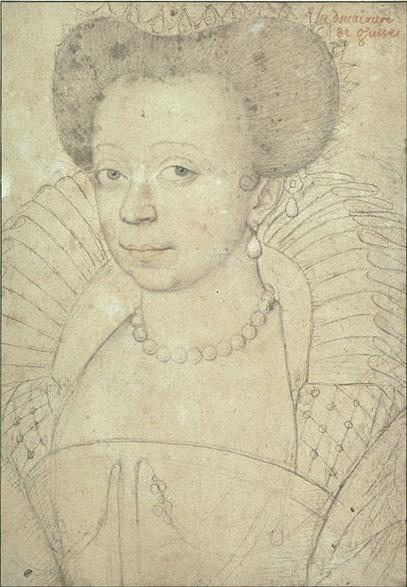
Catherine de Clèves.

Sur une cinquantaine de kilomètres, d’Aumale à la mer, la vallée de la Bresle garde de nombreux témoignages patrimoniaux de sa longue occupation par les hommes attirés par les facilités de communication, la présence d’un cours d’eau au débit régulier. Près de Blangy-sur-Bresle, des productions du Néolithique, retrouvées sur le mamelon de Campigny, ont laissé leur nom à une industrie de cette période : le « campignien ». La période gallo-romaine est présente avec les ruines d’une grande villa, véritable palais rural, découverte grâce à la prospection aérienne près de Vieux-Rouen-sur-Bresle et surtout le site archéologique de Bois-l’abbé près de la ville d’Eu. Au sud de la ville, sur les hauteur du plateau de Beaumont, les vestiges d’une agglomération romaine inconnue des sources antiques et médiévales que les fouilles menées depuis 2006 sous l'égide du ministère de la Culture ont mis en lumière. En l'état des connaissances, Briga s’étend sur une surface estimée à au moins 65 hectares (d'après les prospections pédestres menées par Étienne Mantel dans les années 2010, confirmées prospections géophysiques effectuées depuis 2017). Elle trouve probablement ses origines pendant la Protohistoire (un sanctuaire gaulois est attesté à La Tène moyenne, vers 200 avant J.-C.). Dans les décennies qui suivirent la Conquête romaine, une bourgade romaine va être implantée au Bois-l'Abbé et se développera sur environ 4 hectares à l'intérieur d'un système fortifié constitué d'une fossé, un talus et une palissade jusqu'aux années 70-80 de notre ère. À partir de cette période, le système fortifié sera arasé pour être remplacé par une place publique et les quartiers d'habitation se développeront en périphérie nord, est et sud. Briga va se développer pendant le IIe, jusqu'à devenir une véritable ville d'au moins 65 hectares à son apogée au début du IIIe siècle. La monumentalité des monuments publics fouillés datés de cette époque (temples, basilique, théâtre, thermes), mis en valeur à la suite des fouilles, témoignent toujours de l'importance de cette ville qui occupait la fonction de capitale du pagus des Catuslogi (attesté par deux découvertes épigraphiques exceptionnelles), une division administrative dépendant de la cité des Bellovaques dont le chef-lieu était Beauvais-Caesaromagus. Dans les dernières décennies du IIIe, Briga va être abandonnée par ses habitants et les monuments publics vont alors être démantelés pour en récupérer les matériaux. Pendant le IVe siècle, une occupation d'un demi hectare va perdurer aux alentours du bâtiment Est, à l'extrémité orientale de la basilique, probablement en lien avec la récupération des matériaux et le contrôle de l'estuaire de la Bresle. Désertée par ses habitants et démantelés par les récupérateurs de matériaux jusqu'au début du XIe siècle, la ville de Briga va progressivement tomber dans l'oubli, à mesure que la recolonisation forestière.
Le Moyen Âge, à partir du traité de Saint-Clair-sur-Epte, signé en 911, qui scella la naissance du duché de Normandie, vit l’érection de nombreux châteaux et églises. La fonction frontalière du fleuve fit que l’on confia les territoires couvrant la vallée et les plateaux la bordant à de puissants personnages qui laissèrent leur empreinte à travers de multiples constructions. L’édifice préservé le plus important de cette période est la collégiale Notre-Dame-et-Saint-Laurent d’Eu. Édifiée entre 1186 et 1280 en l’honneur de saint Laurent O’Tool, archevêque de Dublin, mort au monastère de la ville en 1181, cette église présente un des premiers types de l’art gothique normand au XIIIe siècle. Capitale du comté éponyme, créé en 996, la ville d’Eu fut le lieu du mariage de Guillaume le Conquérant et de Mathilde de Flandres célébré en son château vers 1050 et de célèbres tournois de chevalerie auxquels participa Guillaume le Maréchal, le « meilleur chevalier du monde » d’après Georges Duby. Durant la même période, le port voisin du Tréport, siège d’une abbaye bénédictine fondée en 1036 par Gilbert de Brionne, comte d’Eu, se développa avec le détournement du cours de la Bresle par Henri Ier, autre comte, au début du XIIe siècle, vers 1101 et, surtout, grâce à la liberté de commerce accordée à tous les navires venant au Tréport et à Eu par Henri II Plantagenêt à la même période. La fin du Moyen Âge et les débuts de l’Époque moderne furent plus difficiles : en 1472, Charles le Téméraire prit et mit à sac Aumale n’épargnant même pas l’abbaye, en 1475, Louis XI, voulant empêcher Édouard IV d’Angleterre de s’emparer du Tréport et de Eu, donna l’ordre d’incendier les deux cités dont seules les églises furent épargnées.

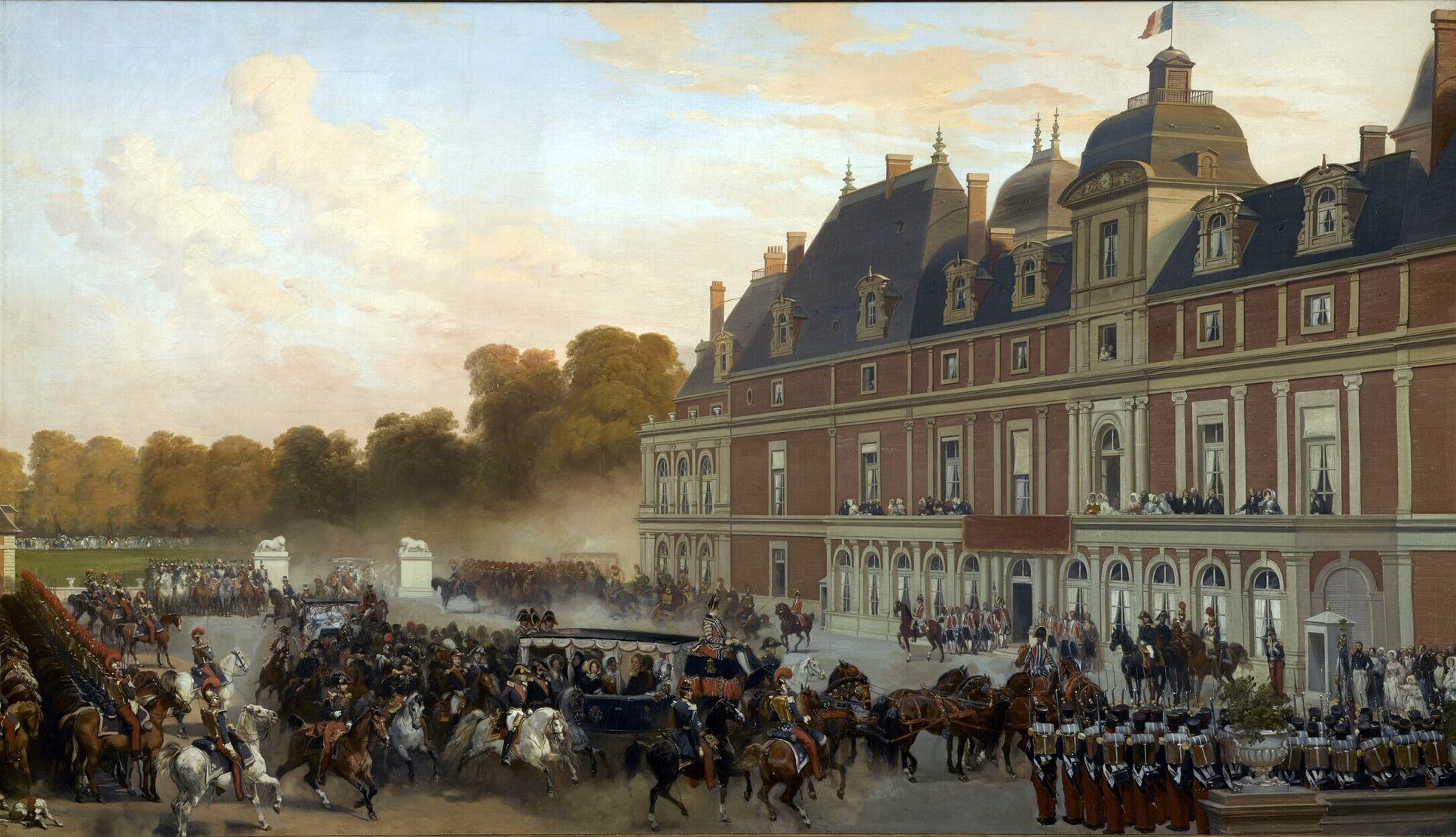
Eugène-Louis Lami, L’arrivée de la reine Victoria au château d’Eu en 1843, 1843, Musée national du château de Versailles.

La période du XVIe au XIXe siècles fut marquée, dans la vallée de la Bresle, par la présence et l’action de personnalités de premier plan et la construction de nouveaux édifices (église Saint-Pierre-et-Saint-Paul d’Aumale édifiée de 1508 à 1610, église Saint-Jacques du Tréport construite à partir de la seconde moitié du XVIe siècle). Le XVIe siècle porte l’empreinte de Catherine de Clèves et de son mari, Henri Ier de Guise dit « le Balafré », comtesse et comte d’Eu, qui commencèrent l’édification des principaux monuments de la ville : l’actuel château en 1578, le collège des Jésuites en 1580 et la chapelle attenante en 1613 où reposent les deux époux. Au XVIIe siècle émergent les personnalités de Mme de Joyeuse, belle-fille de Catherine de Clèves, qui fit bâtir un Hôtel-Dieu, tenu, à partir de 1658, par les sœurs hospitalières de la Miséricorde de Jésus, de l’ordre de saint Augustin et de la duchesse de Montpensier dite la « Grande Demoiselle » à qui l’on doit l’embellissement du château et l’aménagement de ses jardins à la française. Ce fut sans doute au XIXe siècle, sous le règne de Louis-Philippe Ier (1830-1848), que la vallée connut son apogée, le dernier roi de France faisant du château d’Eu une de ses résidences favorites, permettant ainsi le développement du commerce et de l’artisanat, y recevant, à deux reprises, en 1843 et en 1845, la reine Victoria pour y sceller la réconciliation franco-britannique. La fin du siècle fut marquée par la mise en service, le 1er juillet 1875, de la  voie ferrée Paris-Nord - Le Tréport - Mers, empruntant la vallée de la Bresle, qui favorisa l’activité verrière en lui offrant de nouveaux débouchés (voir paragraphe suivant) et le tourisme avec la mode des bains de mer au Tréport et à Mers-les-Bains qui devinrent des stations balnéaires très prisées.
Les communes de la vallée de la Bresle subirent de graves destructions durant la Seconde Guerre mondiale. Si au Tréport et à Eu les dégâts furent importants, les villes d’Aumale et de Blangy-sur-Bresle furent littéralement ravagées par les bombardements allemands de 1940, puis alliés de 1944, la majeure partie des habitats traditionnels disparut à cette période.

### La navigation sur la Bresle

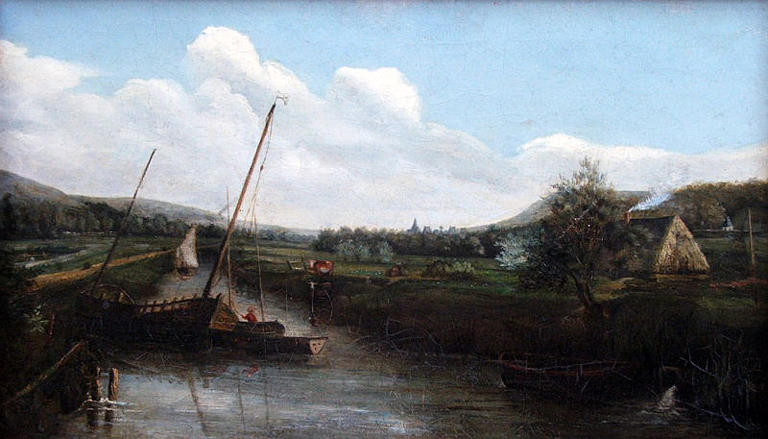
Delahuppe, Vue du château d’Eu depuis la Bresle, 1825 (Musée Louis-Philippe, Eu).

Bien qu’il soit quasiment impossible d’affirmer quand des bateaux commencèrent à naviguer sur le fleuve, le cours aval de la Bresle semble avoir été remonté, depuis l’Antiquité, sur plusieurs kilomètres (au moins jusqu’à l’emplacement de l’actuelle ville d’Eu) par des embarcations maritimes. Des navires utilisaient vraisemblablement la rivière, au-delà du Tréport, pour assurer le transport de marchandises à destination ou en provenance des hauteurs du plateau de l'étroit Beaumont à l'extrémité oriental duquel la ville romaine de Briga est implantée en position dominante par rapport à la Bresle. Au Moyen Âge, les difficultés de navigation, liées à la sinuosité du fleuve, conduisirent à la rectification du cours de la Bresle, déjà citée, au début du XIIe siècle, mais cette initiative aboutit à un ensablement progressif du port du Tréport. Il fallut attendre la seconde moitié du XVe siècle pour qu’un canal rectiligne soit creusé entre Eu et le Tréport, vers l’an 1460, par Charles d’Artois, comte d’Eu, permettant l’établissement d’un véritable port dans la capitale du comté. Ce port se situait non loin du château, à la confluence de la Bresle et de la Busine, un des bras du fleuve côtier qui se sépare du lit principal à la limite des territoires communaux actuels d’Eu et de Ponts-et-Marais. À la fin du XVIIIe siècle, le duc de Penthièvre, qui se livra à de nombreux aménagements dans ses possessions eudoises, tenta de creuser un nouveau canal au début des années 1770, reliant directement le port du Tréport au château d’Eu ; cette tentative, parallèle à l’ouvrage précédent, échoua.

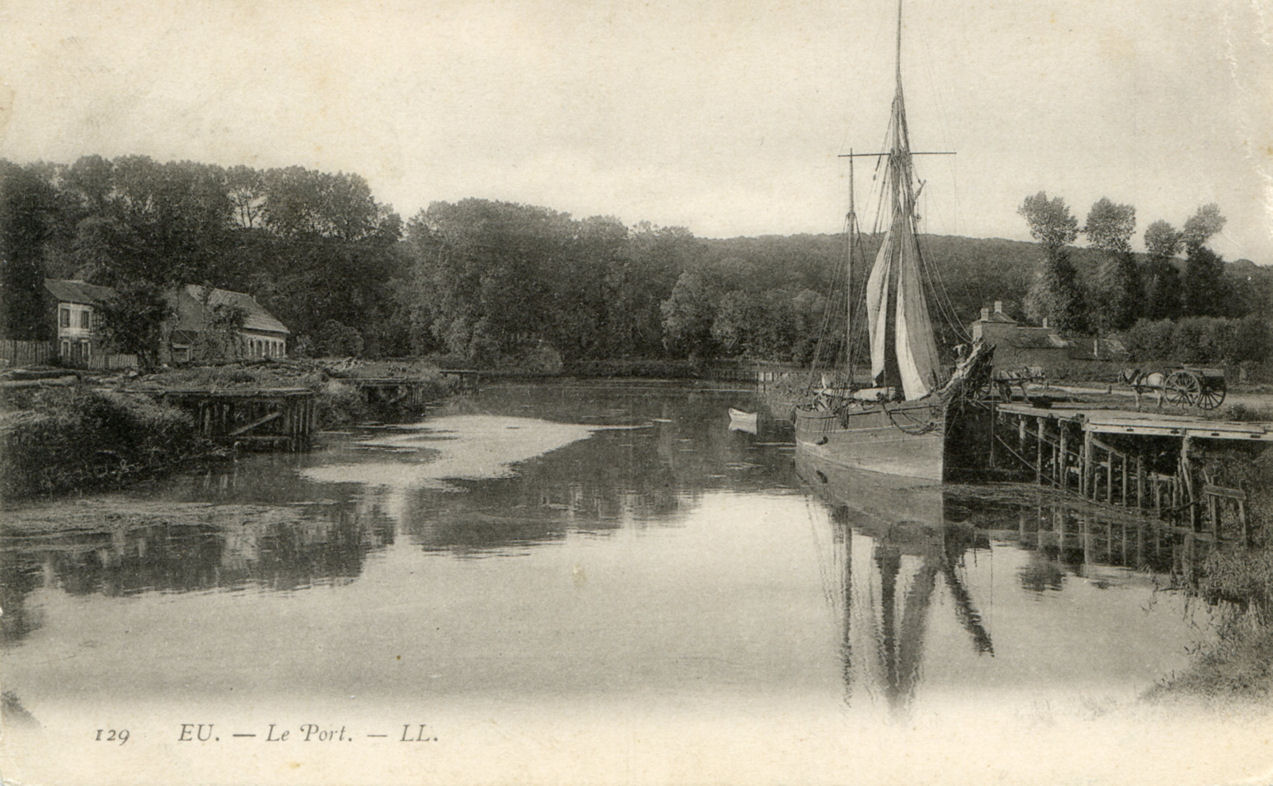
Le port de la ville d’Eu sur la Bresle au début du XXe siècle.

Quelques décennies plus tard, sous le règne de Louis-Philippe Ier, des travaux s’engagèrent, le canal fut agrandi, le chenal approfondi. À partir de 1841, des navires de haute mer d’un plus grand gabarit purent remonter le cours jusqu’à Eu à trois kilomètres de l’embouchure. Des bateaux venus de Norvège acheminaient de la glace (celle-ci, une fois débarquée, était conservée dans une glacerie) destinée à la cour du roi. L’activité portuaire ne connut jamais la même intensité après la disparition de la monarchie de Juillet en 1848 mais perdura jusqu’à la Première Guerre mondiale, de petits caboteurs à voile venant encore relâcher à Eu. Aujourd’hui, le canal, d’une longueur exacte de 2,8 km, est toujours en service, même si son trafic est quasi nul ; il est géré par la Direction départementale de l’Équipement. Il offre aux éventuels navires qui l’empruntent une largeur utile de 9 m, un mouillage de 3,80 m, une hauteur libre illimitée (de 2,78 m si on ne manœuvre pas les ponts tournants) et il comporte deux écluses maritimes à simple porte. De 1997 à 2007, tous les deux ans (les années impaires), durant une dizaine de jours au mois d’août, un village viking s’installait sur des terrains longeant la Bresle en contrebas du château d’Eu. Reconstitutions d’habitats traditionnels, animations proposées par des figurants en costume venus de nombreux pays d’Europe du Nord et de l’Est, attiraient plusieurs milliers de visiteurs, c’était surtout l’occasion de voir des drakkars naviguer sur la Bresle entre Eu et Le Tréport.

## Activités économiques: Vallée de la Bresle - Glass Valley
L’activité économique de la vallée de la Bresle (comprise entre Le Tréport et Aumale, soit une cinquantaine de kilomètres) se caractérise par la forte place de l’industrie. C’est en effet la première zone de Haute-Normandie pour la part de l’emploi dans ce secteur, qui regroupe 44 % des salariés dont beaucoup travaillent dans de grosses unités de production. Ce poids du secteur secondaire explique un sous-développement du secteur tertiaire dans des domaines aussi variés que les services publics ou ceux destinés aux particuliers. Comme l’indique une étude de l’INSEE, la vallée de la Bresle se présente comme la dernière zone d’emploi de la Haute-Normandie dans des activités telles que les administrations publiques, l’éducation, la santé, l’action sociale et le tourisme.

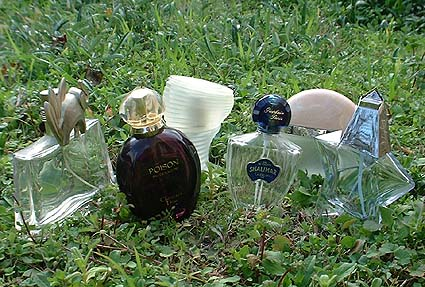
Flacons de parfum de la vallée de la Bresle.

La vallée de la Bresle est surtout connue pour son activité verrière présente depuis le Moyen Âge ; les premières mentions qui en font état remontent à 1402. À l’origine, les verreries se localisaient en lisière de la forêt d'Eu qui assurait l’alimentation en bois nécessaire pour le chauffage des fours et en fougères dont les cendres fournissaient la potasse indispensable à la fusion du sable extrait dans la Bresle (sable fluviatile d’une grande pureté). Elles étaient la propriété de gentilshommes verriers (le travail du verre étant considéré comme un art noble) qui s’étaient vu accorder ce privilège par les comtes d’Eu. La réputation de la verrerie de la vallée de la Bresle dépassa vite les frontières du royaume de France ; dans les années 1560, Philippe II d’Espagne fit ainsi appel aux maîtres-artisans de la région pour vitrer l’Escurial. Au XIXe siècle, avec l’arrivée du chemin de fer qui acheminait le charbon remplaçant le bois, l’industrie du verre se déplaça dans la vallée. Les capitaines d’industrie qui avaient pris la place des anciens gentilshommes verriers abandonnèrent la fabrication artisanale pour la production en série et ils orientèrent leurs entreprises vers le flaconnage de luxe pour les parfums et alcools ou en direction de l’industrie pharmaceutique, bénéficiant du savoir-faire de la main-d’œuvre locale. Depuis, l’industrie verrière de la vallée de la Bresle est toujours parvenue à surmonter les crises, à s’adapter au marché et elle demeure une référence dans son domaine de production.

Le flacon du Chanel No 5.

En 2010, le pôle verrier de la vallée de la Bresle employait environ 7 000 personnes, dont près de 6 000 dans la vallée proprement dite, et il réalisait un chiffre d’affaires de l’ordre de 940 millions d’euros, dont 75 % à l’exportation. Il s’agit donc du premier pourvoyeur d’emplois du bassin représentant plus de 65 % des effectifs industriels (13 % des effectifs du secteur au niveau national). Les six verriers de la région occupent une position de leader mondial sur le marché du flaconnage et fournissent près de 80 % des flacons de parfum de haut de gamme dans le monde. La présence, sur le pôle, de grands groupes comme SDG-Oaktree, ex-Saint-Gobain-Desjonquères (1 450 employés), Pochet – Le Courval (1 650 employés) et Saverglass (1 100 employés), qui employaient, toujours en 2006, à eux seuls près de 4 200 salariés, contribue largement à son dynamisme et à sa renommée. Leurs unités de production sont respectivement installées à Mers-les-Bains, Hodeng-au-Bosc et Feuquières. Autour de la fabrication de verre creux (flacons de parfums), des activités connexes se sont développées telles que la fabrication des moules et des pièces de fonte (métallurgie), les activités de conception en amont, le parachèvement (finition et décor) en aval. Depuis 1999, l’État a reconnu le pôle verrier de la Vallée de la Bresle comme district industriel ou système productif localisé, c’est-à-dire un bassin d’emploi développé autour d’un même savoir-faire traditionnel. L’industrie du verre bénéficie du label « Vallée de la Bresle - Glass Valley », référence mondiale dans le domaine du flaconnage de luxe (tout particulièrement apprécié dans le domaine de la parfumerie et dans l’industrie pharmaceutique). Depuis le milieu de l’année 2006, la décision de Saint-Gobain de céder son secteur flaconnage aux fonds de pension Sagard et Cognetas suscite l’inquiétude auprès des salariés qui craignent une suppression importante de postes, plus de 450 prévus à l’horizon 2011. Toutefois, les autres entreprises verrières n’offrent pas les mêmes perspectives ainsi que l’attestent de nouvelles embauches par l’usine Saverglass de Feuquières ou le dynamisme de Rexam Dispensing System au Tréport. Après avoir connu des difficultés au cours des années 2008 et 2009, le secteur a réussi à se redresser en restant à la pointe de l’innovation (ainsi SDG-Oaktree a créé le premier flacon 100 % en verre recyclé pour les parfums bio), l’année 2011 s’est caractérisée par une croissance plus élevée que prévu.
Les équipements mécaniques, la transformation des métaux, les équipements électriques et électroniques qui sont en recul assez net, la chimie, le caoutchouc et les plastiques ainsi que l’industrie agro-alimentaire constituent les autres sources d’emploi dans le domaine industriel. Les activités agricoles ne sont pas absentes ; toutefois il existe une opposition entre la rive picarde qui se consacre davantage aux cultures industrielles (betteraves à sucre, pommes de terre) et la rive normande, plus spécialisée dans l’élevage bocager.

## Environnement
La Bresle est prisée des pêcheurs et naturalistes en raison de son patrimoine piscicole et d’un paysage relativement épargné par les activités humaines. Si l’environnement du fleuve côtier repose beaucoup sur la richesse de son ichtyofaune, la présence d’autres animaux et d’espèces végétales rares ont conduit le réseau Natura 2000 à envisager le classement de la majorité du cours (soit une superficie de 1 017 hectares) comme site d’importance communautaire.

### Milieu aquatique et ichtyofaune

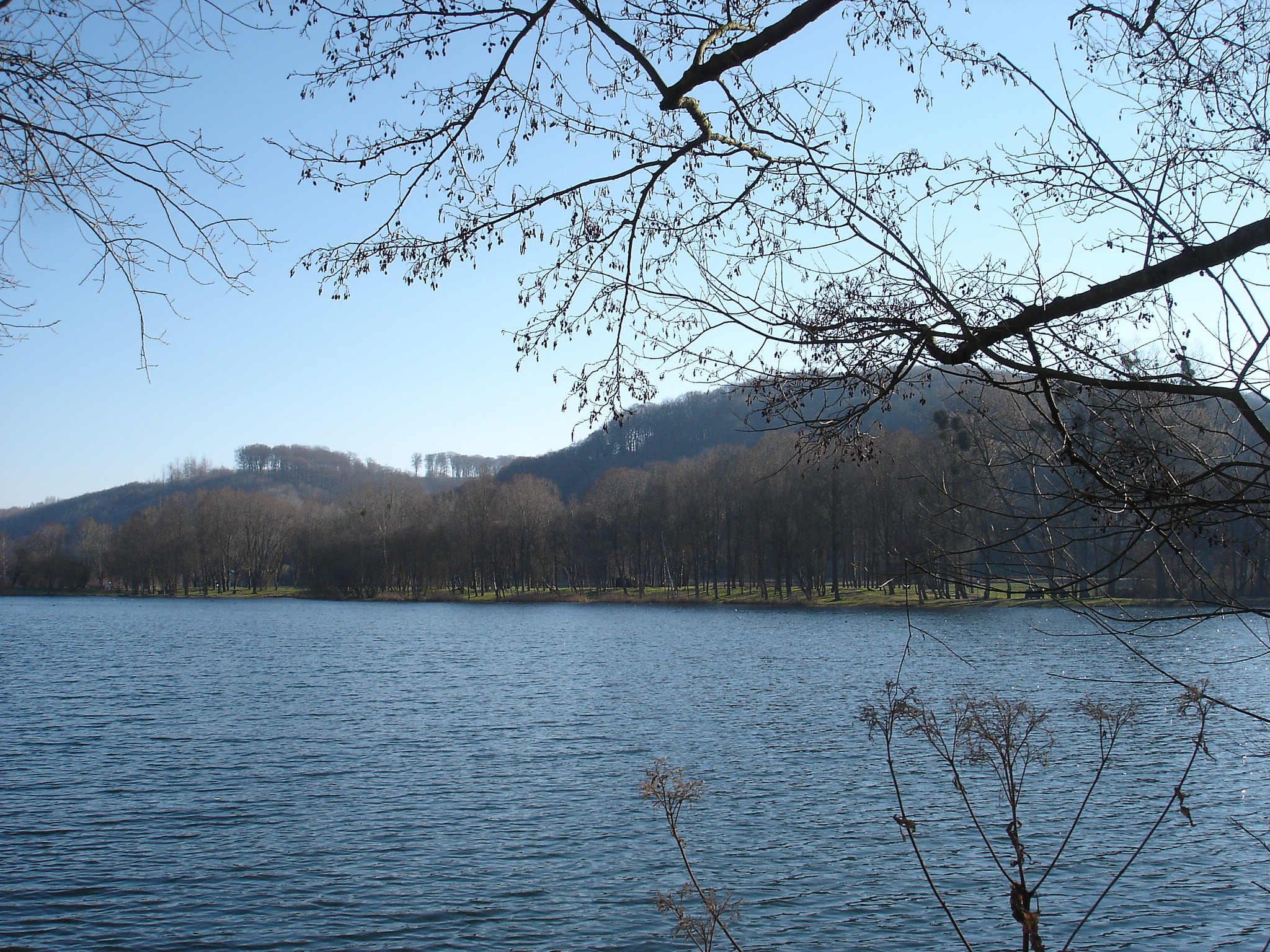
Étang dans la vallée de la Bresle, près de Ponts-et-Marais.

Des dizaines d’étangs (à Ponts-et-Marais, Bouvaincourt-sur-Bresle, Incheville, Beauchamps, Gamaches, Blangy-sur-Bresle ou encore Hodeng-au-Bosc avec l’étang au Val Doré) parsèment le fond de la vallée, lequel est encore localement préservé par un taux important d’enherbement et des linéaires boisés sur les plateaux ou pentes. De nombreux poissons migrateurs, considérés comme de bons bioindicateurs, viennent encore y frayer. Le fleuve est, avec l’Authie, l’un des rares cours d’eau de la Seine au Danemark à encore accueillir le saumon atlantique (plus de 3 000 ont été comptabilisés en 2010), mais on peut y recenser également plusieurs milliers de truites de mer (plus de 10 000 en 2010, année record). Néanmoins, des migrateurs autrefois très communs, comme l’anguille, y régressent de manière préoccupante, alors que la pêche à la civelle (jeune anguille) n’y est pas pratiquée. Pour connaître les migrations (montée des adultes, descente des smolts - poissons marins qui survivent en eau douce) et mener un suivi scientifique des espèces, deux stations de comptage, gérées par l’Office national de l’eau et des milieux aquatiques (ONEMA), ont été mises en place sur le fleuve, à Eu pour la montée, au Lieu-Dieu, à Beauchamps, pour la descente. Ces dernières permettent un suivi scientifique des différentes espèces qui peuplent la Bresle.

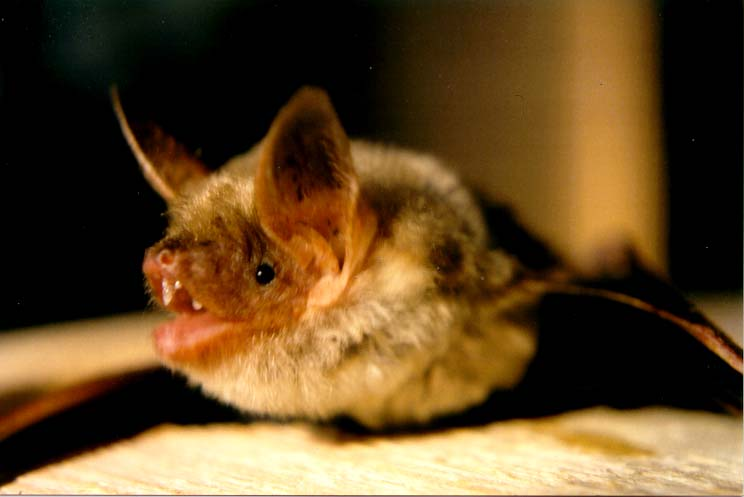
Un Grand murin.

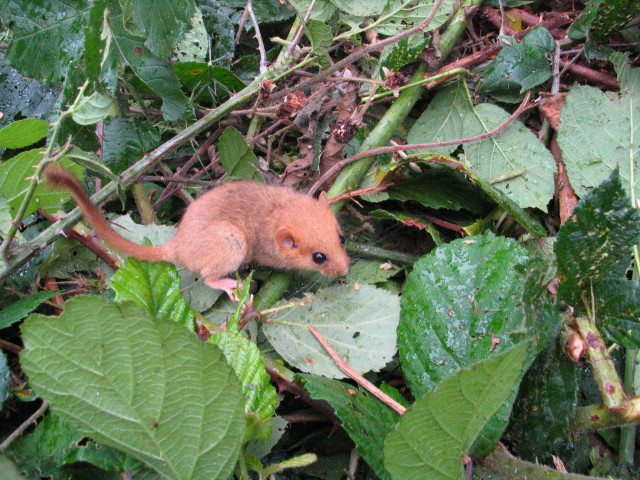
Un muscardin au Jardin Jungle.

Classée cours d’eau à salmonidés depuis 1987, la Bresle (ainsi que ses affluents) est soumise au nom du Code de l’environnement (arrêté du 18 avril 1997) à l’obligation de libre circulation des poissons migrateurs. En effet, de nombreux barrages (moulins par exemple) rendent infranchissables le passage pour les saumons atlantiques et les truites de mer contribuant à leur déclin. Une étude a été engagée par l’EPTB-Bresle d’Aumale établissant une liste des ouvrages devant être aménagés en priorité pour permettre la descente et la montée de toutes les espèces. Présentée en septembre 2007, elle recense une vingtaine de points noirs sur lesquels des travaux devraient s’engager après avoir pris beaucoup de retard sur la législation en vigueur. Les impacts environnementaux de l’industrie et de l’urbanisation sont en diminution, mais les rejets de l’agriculture (engrais, pesticides) peuvent ajouter leurs effets aux pollutions des sédiments dues à l’industrie verrière ou métallurgique. Malgré ces menaces, la Bresle offre de nombreux parcours de pêche, aux truites de mer dans la basse vallée, aux truites fario en amont, aux grosses carpes, aux poissons blancs (ablettes, gardons) et aux carnassiers (brochets) dans les nombreux plans d’eau. Le silure est de plus en plus présent. Les différents parcours de pêche de la Bresle et de ses plans d’eau (13 au total) sont gérés par des Associations Agréées pour la Pêche et la Protection des Milieux Aquatiques (AAPPMA).
L’estuaire de la Bresle fait partie du projet d’aire marine protégée dit Parc marin des trois estuaires. Un atlas des habitats et espèces des fonds sous-marins a été réalisé dans le cadre du programme CHARM qui montre l’intérêt de ce milieu dans le complexe des estuaires picards et du « fleuve marin côtier » longeant la façade ouest des Hauts-de-France.

### Faune et flore de la vallée
La vallée (lit mineur et lit majeur du fleuve) ainsi que les coteaux offrent une grande diversité floristique avec la présence de beaux peuplements d’orchidées et de genévriers (Juniperus communis) sur les pelouses crayeuses ainsi que de belles hêtraies appelées hêtraies de l’asperulo-fagetum. Outre la présence d’espèces communes (sanglier, cerf) et du chat sauvage dans la haute vallée, le lieu abrite des mammifères plus rares, tout particulièrement quatre espèces de chauve-souris : le Grand murin, le Grand rhinolophe, le Vespertilion à oreilles échancrées et le Vespertilion de Bechstein et quatre espèces de libellules menacées (tout particulièrement l’Agrion de Mercure ou Coenagrion mercuriale) que l’on ne retrouve dans nul autre endroit au nord de la France). En automne et en hiver, quelques étangs abritent des stationnements importants de quelques oiseaux : Grèbe castagneux, Grèbe huppé et Foulque macroule en particulier.
En attendant un hypothétique classement de l’ensemble du cours comme site d’importance communautaire (voir plus haut), certaines zones d’intérêt écologique reconnu bénéficient de mesures de classement spécifiques. C’est le cas du « Bois sous la ville », petit espace sis sur le territoire communal de Ponts-et-Marais, inscrit depuis 2006 à l’inventaire national du patrimoine naturel national comme « Zone naturelle d’intérêt écologique, faunistique et floristique » (ZNIEFF). Sur un peu plus d’une dizaine d’hectares se développe une aulnaie humide. Cette formation végétale se compose d’aulnes poussant sur des terrains détrempés par la nappe d’eau superficielle empêchant leur enracinement profond et d’un sous-bois discontinu où se retrouvent carex, fougères et diverses plantes herbacées comme la canneberge (Vaccinium oxycoccus).

## Découverte et tourisme

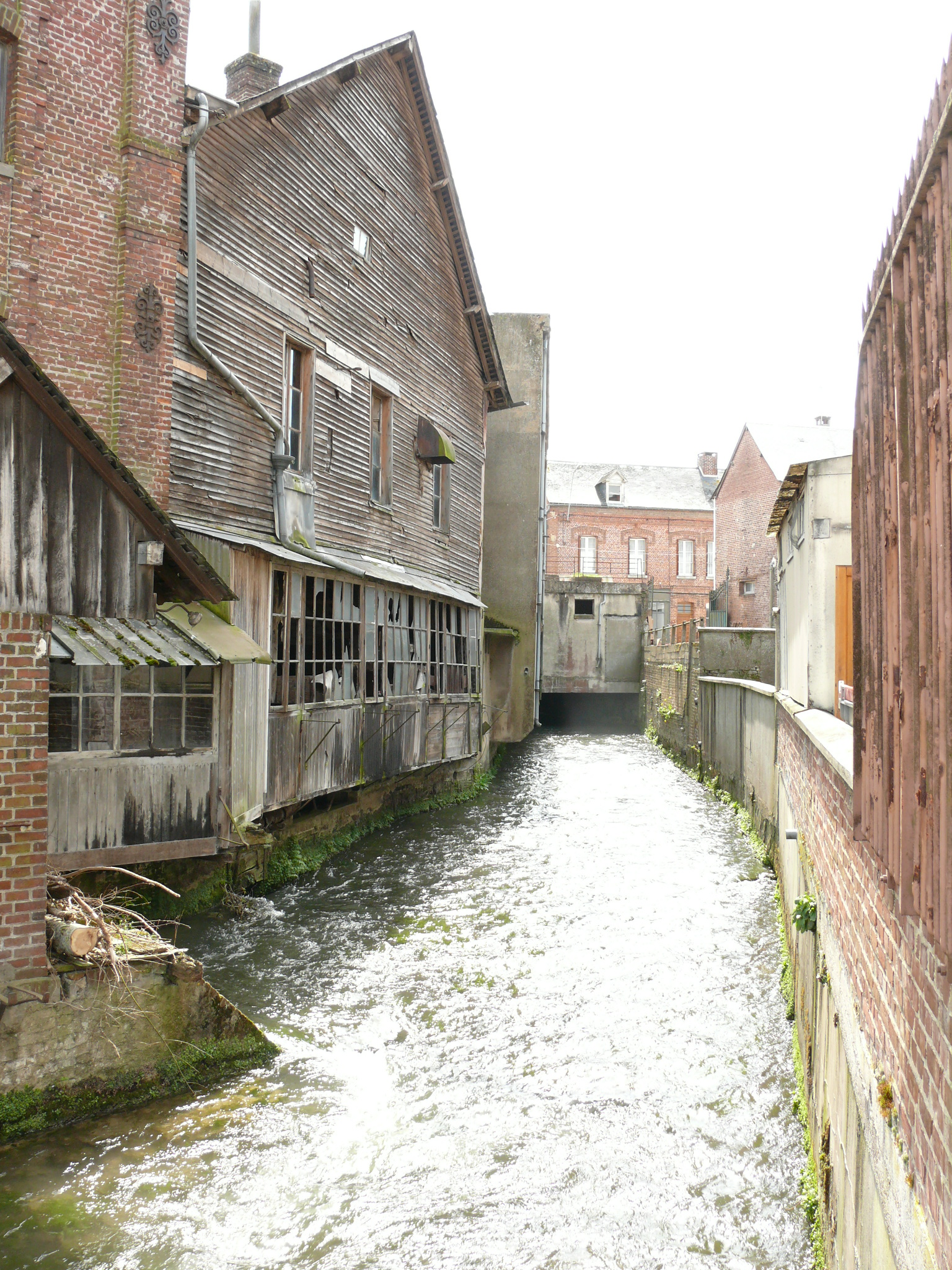
Le moulin du Roy à Aumale.

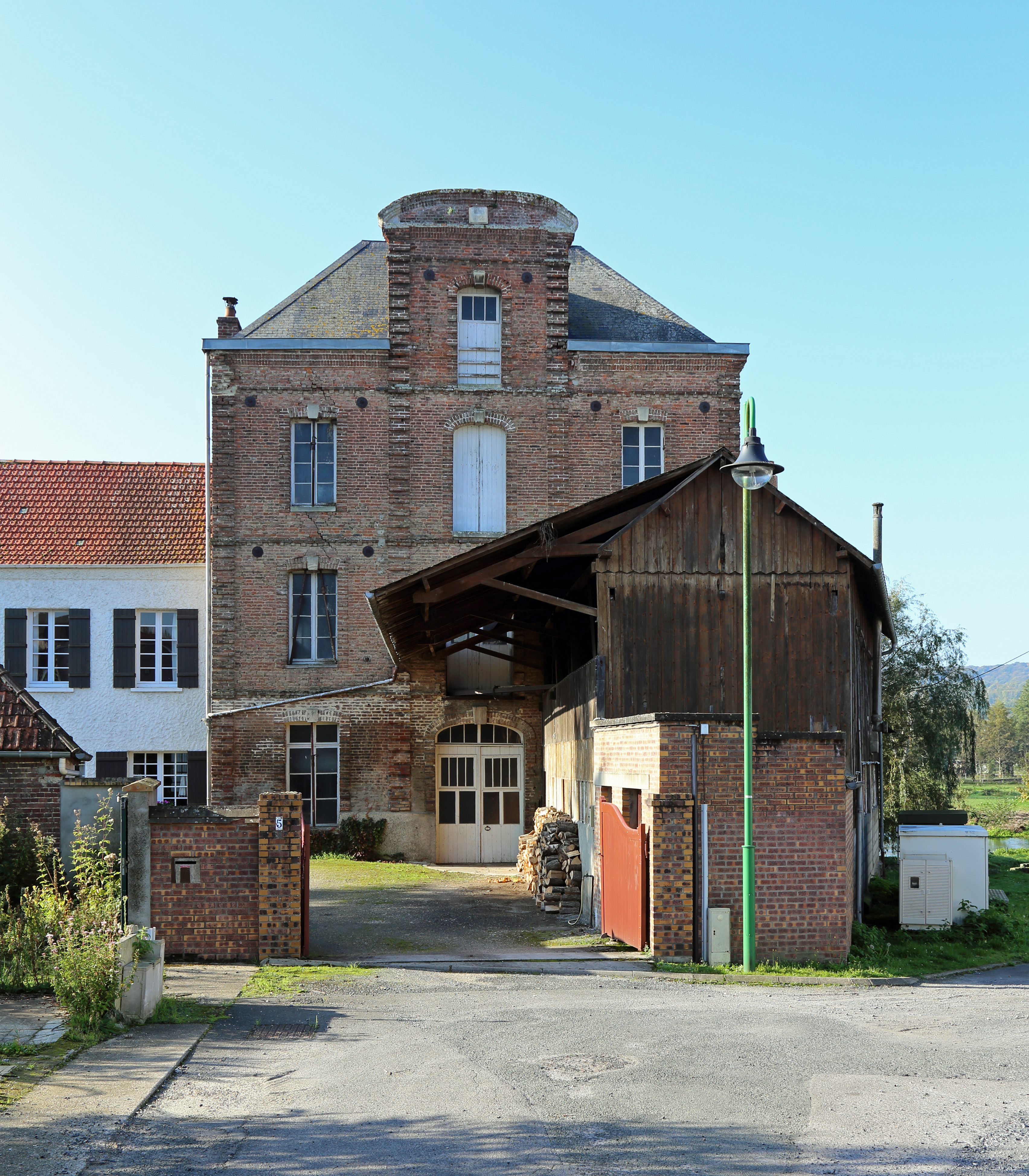
Le moulin de Beauchamps, construit en 1866.

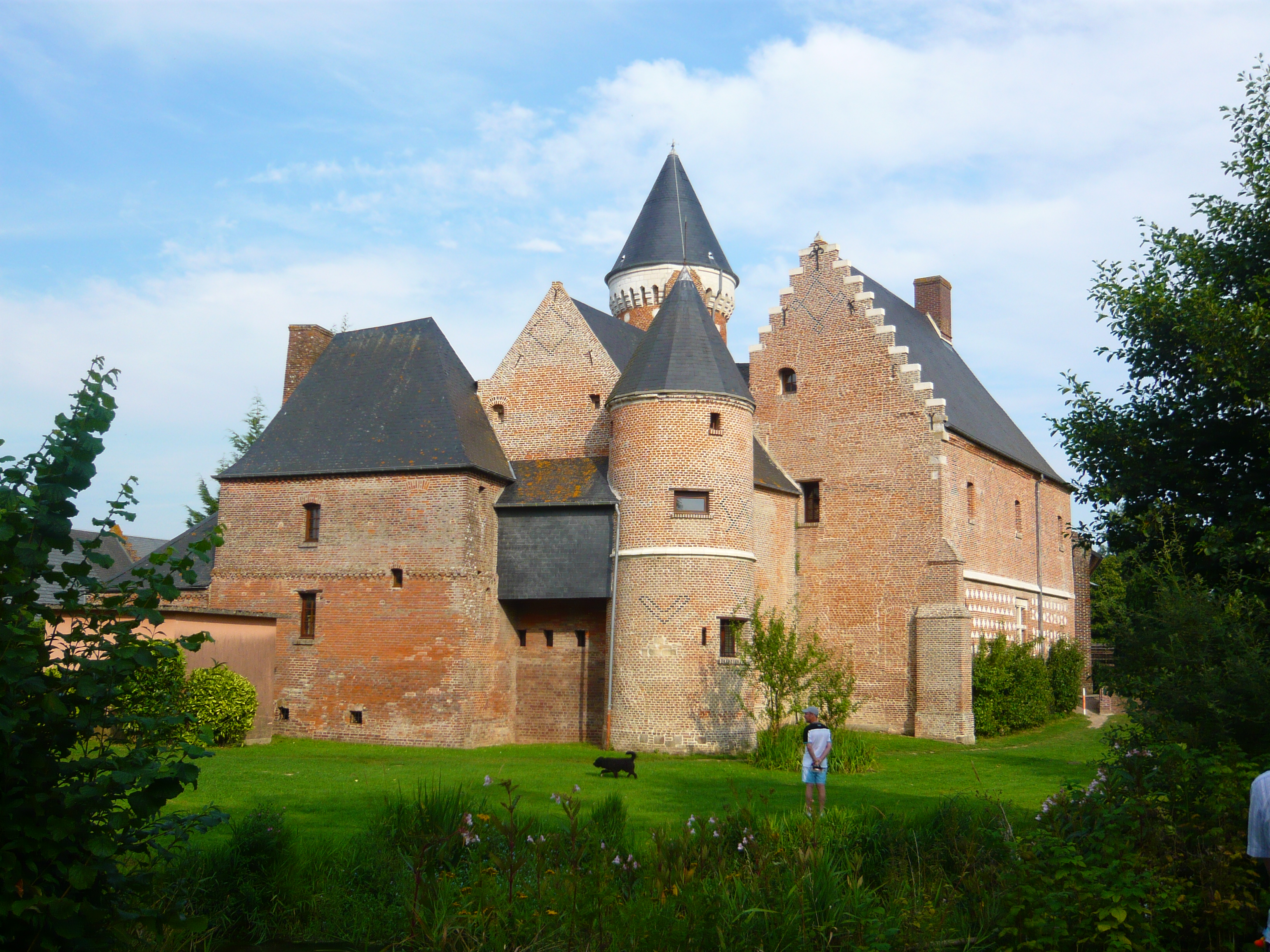
Le manoir de Fontaine à Blangy-sur-Bresle a été transformé en musée des traditions verrières de la vallée de la Bresle.

Des musées, consacrés à l’activité verrière, ont été ouverts au public à Eu (« Musée des traditions verrières ») et à Blangy-sur-Bresle (« Musée de la Verrerie » au centre culturel du Manoir de Fontaine). Les visiteurs peuvent découvrir l’histoire du verre et du flaconnage, les différentes étapes du travail du verre (de la matière première jusqu’à l’emballage), les outils et machines actuels, des collections de flacons de parfum de luxe, et assister régulièrement à des démonstrations de soufflage de verre par des maîtres-verriers.
En parcourant la vallée de la Bresle, le visiteur a l’occasion de découvrir des vestiges de l’ancienne activité meunière à travers les restes, plus ou moins bien entretenus, des moulins qui s’égrenaient le long du cours (près de 130 étaient recensés dans la première moitié du XIXe siècle dont 66 dans les 30 premiers kilomètres) : moulin à céréales, moulin à huile, moulin à tan (écorces de chêne réduites en poudre servant au tannage des peaux), moulin à ciment, moulin à tourner le bois, moulin à poudre, moulin servant de force motrice à des usines textiles… Seuls quelques édifices ont survécu aux outrages du temps et aux démolisseurs. À Aumale, le moulin du Roy, construit au XIXe siècle et qui anima une minoterie (établissements Lambotte) jusqu’en 1972 est, depuis 2004 classé à l’inventaire des monuments historiques, il offre un exemple rare de l’ultime évolution de la meunerie qui vit le remplacement des meules par des broyeurs à cylindres. À Saint-Germain-sur-Bresle, un moulin édifié en 1782 (aujourd’hui transformé en gîte rural), servait de force motrice à une filature de lin, représentative de l’ancienne activité textile de la haute vallée de la Bresle qui périclita dès la fin du XVIIIe siècle ; la serge d’Aumale était assez connue à Paris pour que Molière la cita dans une de ses pièces. Plus en aval, trois autres  édifices présentent un bon état de conservation : à Blangy-sur-Bresle, le moulin des Fontaines (moulin à blé du XVIIIe siècle), à Monchaux-Soreng le moulin de la scierie Quenot-Bois, à Oust-Marest, un autre moulin à céréales du XVIIIe siècle a été restauré. En revanche, les importants moulins Packham, propriétés des comtes d’Eu et installés au pied du château d’Eu, ont disparu, détruits par un incendie en 1905 ; ils offraient un exemple d’activités diversifiées puisqu’on y moulait blé et orge, sciait du bois pour fabriquer des parquets, pressait des graines de lin pour en obtenir de l’huile ; on y cuisait même des biscuits de mer.
Le chemin des Étangs permet de parcourir, à pied ou à vélo, la basse vallée de la Bresle entre Eu et Incheville. De nombreuses activités nautiques (voile, planche à voile, canoë…) peuvent être pratiquées sur les nombreux étangs qui jalonnent le cours du petit fleuve.